# The Last of Us Part II
Vous lisez un « bon article » labellisé en 2021.
The Last of Us Part II (litt. « Le(s) dernier(s) d’entre nous, 2e partie ») est un jeu vidéo d’action-aventure en vue à la troisième personne, de type survival horror et se déroulant dans un monde post-apocalyptique. Développé par Naughty Dog et édité par Sony Interactive Entertainment, il sort le 19 juin 2020 sur la console PlayStation 4, plus de trois ans après son annonce officielle le 3 décembre 2016.
Il s’agit de la suite du jeu The Last of Us du même studio. Le jeu fait suite aux aventures d’Ellie et Joel à travers les États-Unis en ruines du fait d'une épidémie de cordyceps. Quatre ans après le premier opus, un évènement malheureux survient, bouleversant profondément Ellie. Elle se lance alors dans une quête de vengeance qui la transformera à jamais.
Le développement commence en 2014 sous la direction de Neil Druckmann et rassemble jusqu'à 200 personnes pour un budget de 220 millions de dollars. Durant les six années nécessaires pour concevoir le jeu, le projet fait l'objet de plusieurs polémiques, dues à son scénario partiellement dévoilé sur internet par des fuites — et qui déplaisait à certains joueurs — d'une part, et sur la question du crunch des développeurs d'autre part.
Avec un total de plus de 300 distinctions « jeu de l'année », The Last of Us Part II dépasse le record détenu par The Witcher 3: Wild Hunt depuis 2015, devenant ainsi le jeu vidéo le plus récompensé de l'Histoire. Lors de la cérémonie des Game Awards du 11 décembre 2020, le jeu a été primé meilleur jeu de l'année et a obtenu au total 7 récompenses, devenant ainsi le titre le plus récompensé de l'histoire de la compétition. En 2023, une adaptation du jeu en série a été annoncée, à la suite du succès de l'adaptation du premier jeu. Décrite comme la deuxième saison de la série, il est envisagé de diviser l'intrigue en deux parties. Une version remastérisée, intitulée The Last of Us Part II Remastered, est sortie le 19 janvier 2024 sur PlayStation 5 et le 3 avril 2025 sur Microsoft Windows.

## Trame

### Univers

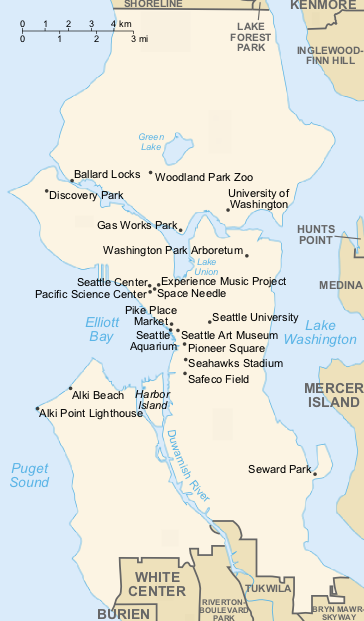
La carte de Seattle. On voit au centre le stade, base du WLF, et l'aquarium, le refuge d'Owen.

Les évènements de The Last of Us Part II prennent place dans un monde post-apocalyptique, où une pandémie de cordyceps a tué une grande partie de l'humanité, le reste de la population subsistant tant bien que mal parmi les infectés.
Le jeu se déroule en grande partie à Seattle, ainsi qu'à Jackson et à Santa Barbara,,.
Dans le jeu, le joueur est amené à rencontrer plusieurs factions, chacune ayant des coutumes et une manière de fonctionner qui lui sont propres. Il sera également amené à se battre face aux infectés, des humains atteints et contrôlés par le cordyceps,.

#### Factions

##### Survivants de Jackson
Jackson, dans le Wyoming, est une ville où vit une communauté indépendante de survivants dirigée par Maria et Tommy. On y trouve des habitations, des artisans, des commerces, un restaurant et un cinéma. La ville est entourée de remparts, empêchant les infectés et les humains hostiles de pénétrer dans l'enceinte de la ville. Des patrouilles à cheval sont organisées pour éliminer les infectés dans la zone, dans le but de sécuriser le périmètre autour de la ville, et pour venir en aide aux survivants dans le besoin, en les accueillant à Jackson.

##### WLF

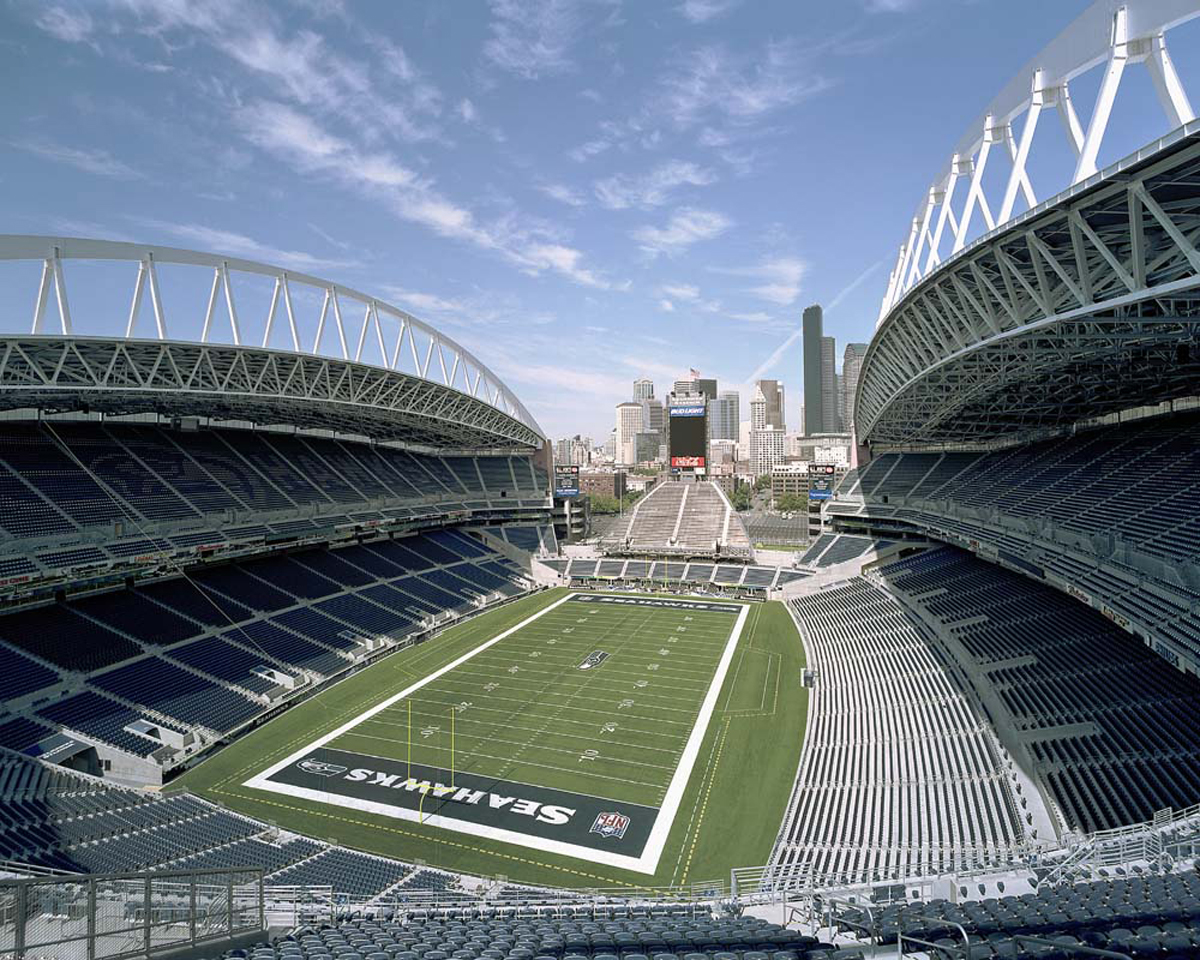
Le stade Lumen Field, inspiration du quartier général du WLF.

Le Front de Libération de Washington, ou WLF (de l'anglais Washington Liberation Front), est un groupe paramilitaire contrôlant la plus grande partie de la ville de Seattle. Ses membres se font appeler Wolf(s) par les Séraphites. Dirigé par Isaac, le WLF compte des milliers de membres, tous lourdement armés et séparés en plusieurs groupes affectés à une tâche particulière. La milice compte plusieurs bases réparties dans tout Seattle et opérant autour du quartier général de la milice, un stade au cœur de la ville. On y trouve une cafétéria, une bibliothèque, une salle de sport, des salles de classe, une armurerie, un stand de tir, des champs agricoles, un chenil, etc. ; le WLF se sert de chaque recoin du stade. Le groupe concentre ses efforts et ses ressources dans la reconquête de la zone de quarantaine autour de Seattle, disputée par le WLF et les Séraphites.
Les membres du WLF sont vêtus de tenues relativement épaisses mais souples, mettant l'accent sur la praticité et le confort. Pour eux, les chiens ne sont pas des animaux de compagnie mais des partenaires indispensables lors des patrouilles, des missions de recherche et pour le combat, les canidés étant entraînés à pister les intrus et à défendre leurs maîtres.

##### Séraphites
Les Séraphites, appelés Scars par le WLF, est un groupe qui, à la suite de l'infection, est devenu xénophobe, réactionnaire et hostile. Ils torturent quiconque accusé d'être hérétique, même au sein de leur propres rangs. Ils luttent constamment contre le WLF pour reprendre leur territoire et leurs ressources.
La secte a élu domicile sur une île bâtie sur les terres humides à l´extérieur de Seattle. On y trouve de modestes huttes de bois bâties sur pilotis. La culture archaïque des Séraphites se reflète dans la présence de nombreux artisans (forgerons, bûcherons, chasseurs, etc.).
Vêtus d'imperméables aux couleurs sombres, les Séraphites ont tous des cicatrices au visage, symboles de leur appartenance au groupe. Ils communiquent entre eux en sifflant — chaque sifflement ayant une signification particulière — et attaquent en groupe, ce qui les rend particulièrement dangereux.

##### Crotales

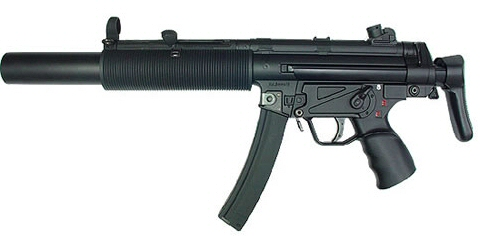
Un pistolet-mitrailleur avec silencieux semblable à ceux utilisés par les Crotales.

Les Crotales sont basés en Californie, à Santa Barbara. Ils sont bien équipés, armés pour la plupart de fusils mitrailleurs silencieux, de carabines, de chiens, de casques, de gilets pare-balles, de ceintures militaires, de gants et autres vêtements tactiques. Ils sont habillés en t-shirt ou en débardeur pour supporter la chaleur, portent des casquettes pour se protéger du soleil et recouvrent leur visage pour éviter d'inhaler sable et poussière. C'est une faction « chaotique, brutale et impitoyable » qui arpente la ville et la côte pour emprisonner et réduire en esclavage tous les intrus croisant leur chemin. Les évadés sont tués ou ramenés de force à la base. Ils peuvent aussi servir de repas aux infectés, qui sont eux aussi captifs. Les Crotales contrôlent l'ensemble de la ville, et interceptent des messages radios pour localiser les intrus.

#### Infectés
Le monde de The Last of Us, et par extension, de The Last of Us part II, est en proie à une épidémie de cordyceps, un champignon prenant le contrôle de son hôte, en l’occurrence les humains. On peut y observer plusieurs étapes d'infection, le champignon se développant de plus en plus au fil du temps, jusqu'à transformer l'hôte en une masse difforme composée presque exclusivement de matière fongique. Ainsi, on retrouve :
- les Coureurs (Runners) : ils viennent de se faire infecter et ont encore une apparence humaine. Ils attaquent en groupe et disposent encore de leur vue, avec en prime une grande vitesse et une ouïe sur-développée[1] ;
- les Rôdeurs (Stalkers) : agiles, silencieux et mortels, ils se cachent dans l'ombre pour prendre leur victime par surprise. Ils disposent d'une vision efficace, ce qui en fait de terrifiants prédateurs[1],[17] ;
- les Claqueurs (Clickers) : ils sont totalement aveugles, mais se repèrent au son : il est donc très dangereux de les affronter, car ils sont extrêmement agressifs et chargeront sauvagement au moindre bruit[1] ;
- les Colosses (Bloaters): le champignon a totalement pris le dessus après des années d'infection, celui-ci ne faisant plus qu'un avec le corps. Ils disposent d'une force surhumaine et sont capables de lancer des mycotoxines à distance, explosant à l'impact[1],[18] ;
- les Puants (Shamblers) : ce stade alternatif se place au même niveau d'infection que celui du colosse. Ils sont tout aussi violents que ces derniers, pouvant soudainement sprinter pour attraper leurs proies, mais peuvent en plus libérer des spores autour d'eux lorsqu'ils se sentent menacés, ce qui les rend d'autant plus dangereux[1],[19].
- Le Ratking (Boss Hybride en français[a]) est le stade ultime de la transformation due au cordyceps. Il s'agit vraisemblablement du patient zéro de l'épidémie. Il est constitué des corps de plusieurs infectés ayant fusionné pour former une seule et même entité rapide, agressive et imprévisible. Il est inspiré du phénomène de « roi de rats », un regroupement de plusieurs rats attachés ensemble par la queue. Ce boss se trouve dans le sous-sol de l'hôpital de Seattle[20].

### Personnages

Portraits des principaux interprètes apparaissant dans le jeu
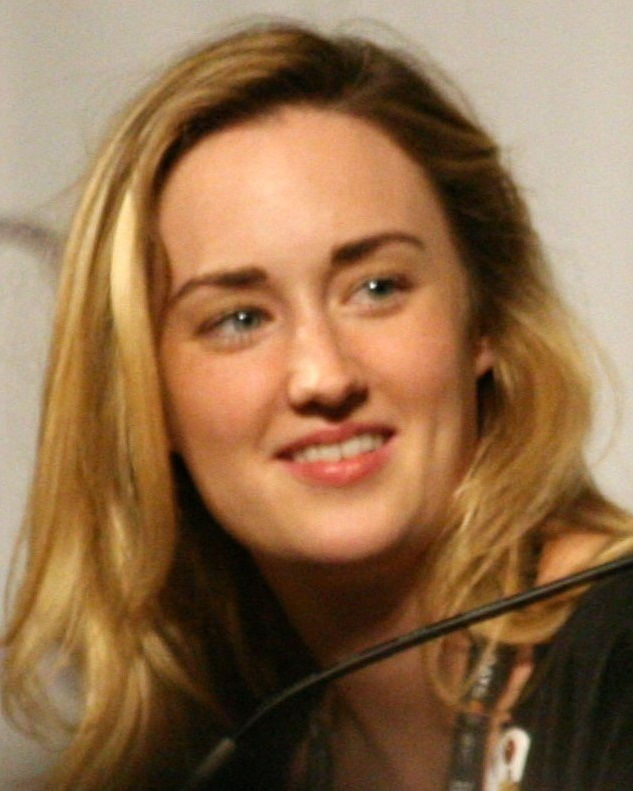
Ashley Johnson, dans le rôle d'Ellie.
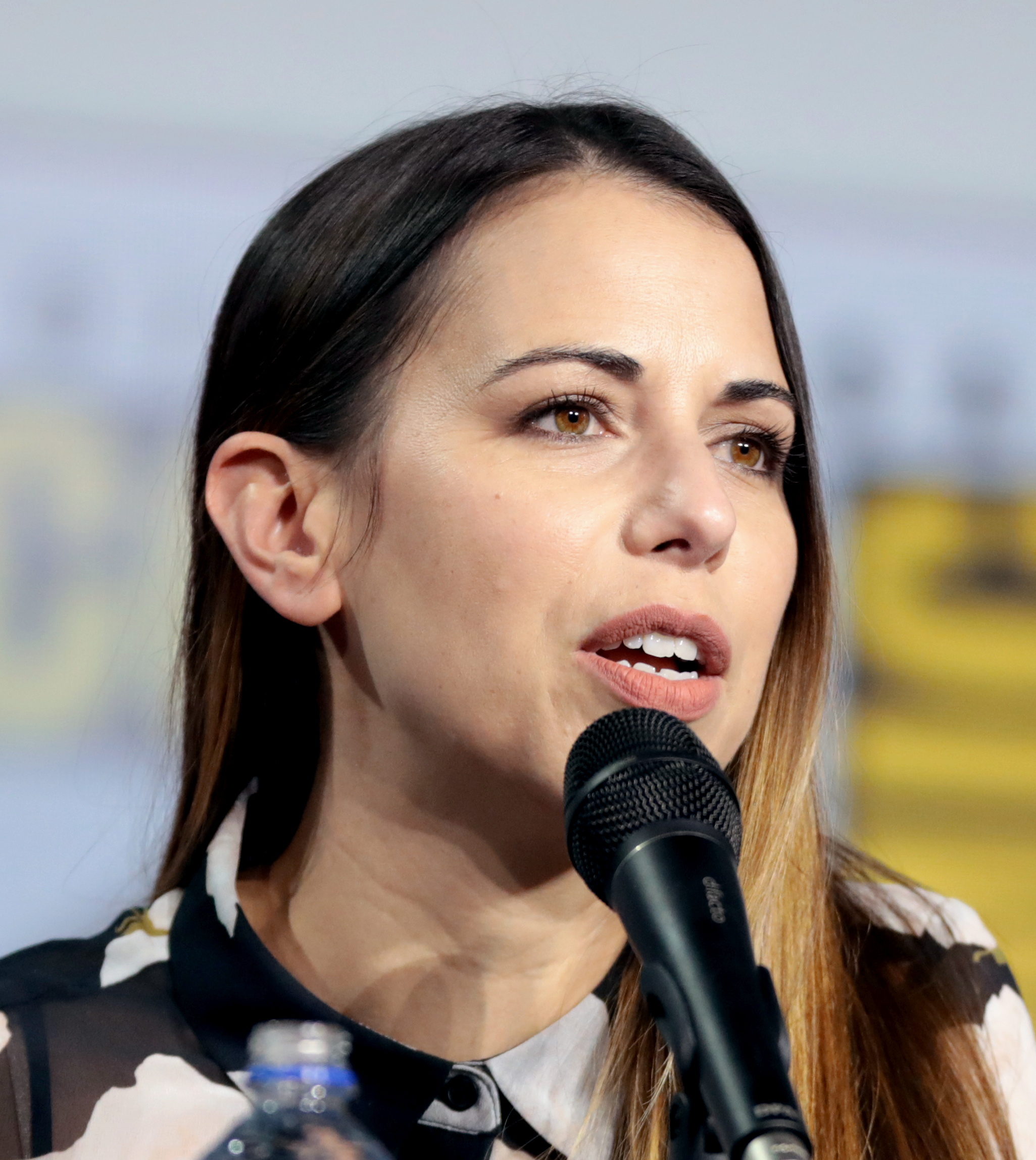
Laura Bailey, dans le rôle d'Abby.
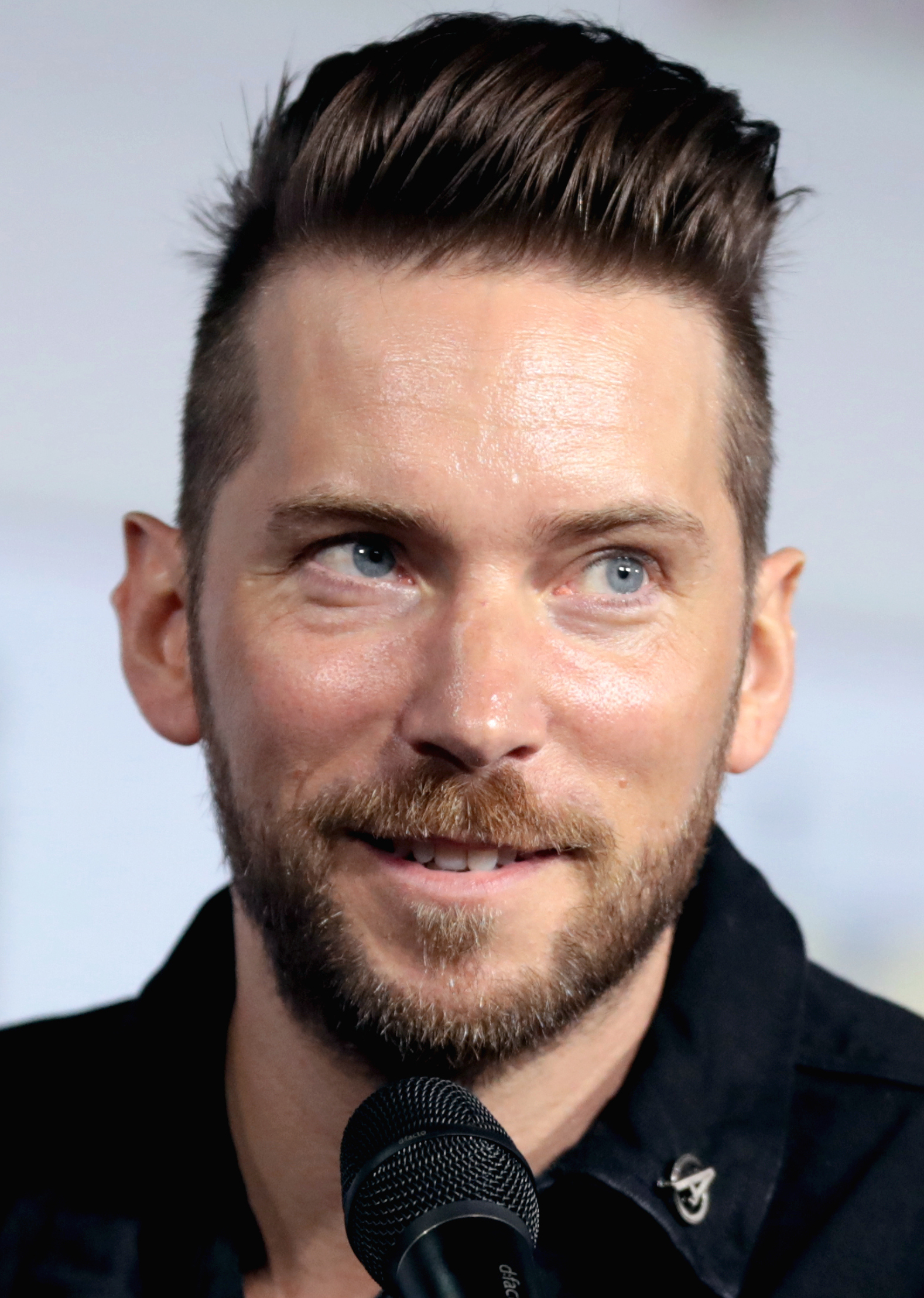
Troy Baker, dans le rôle de Joel.
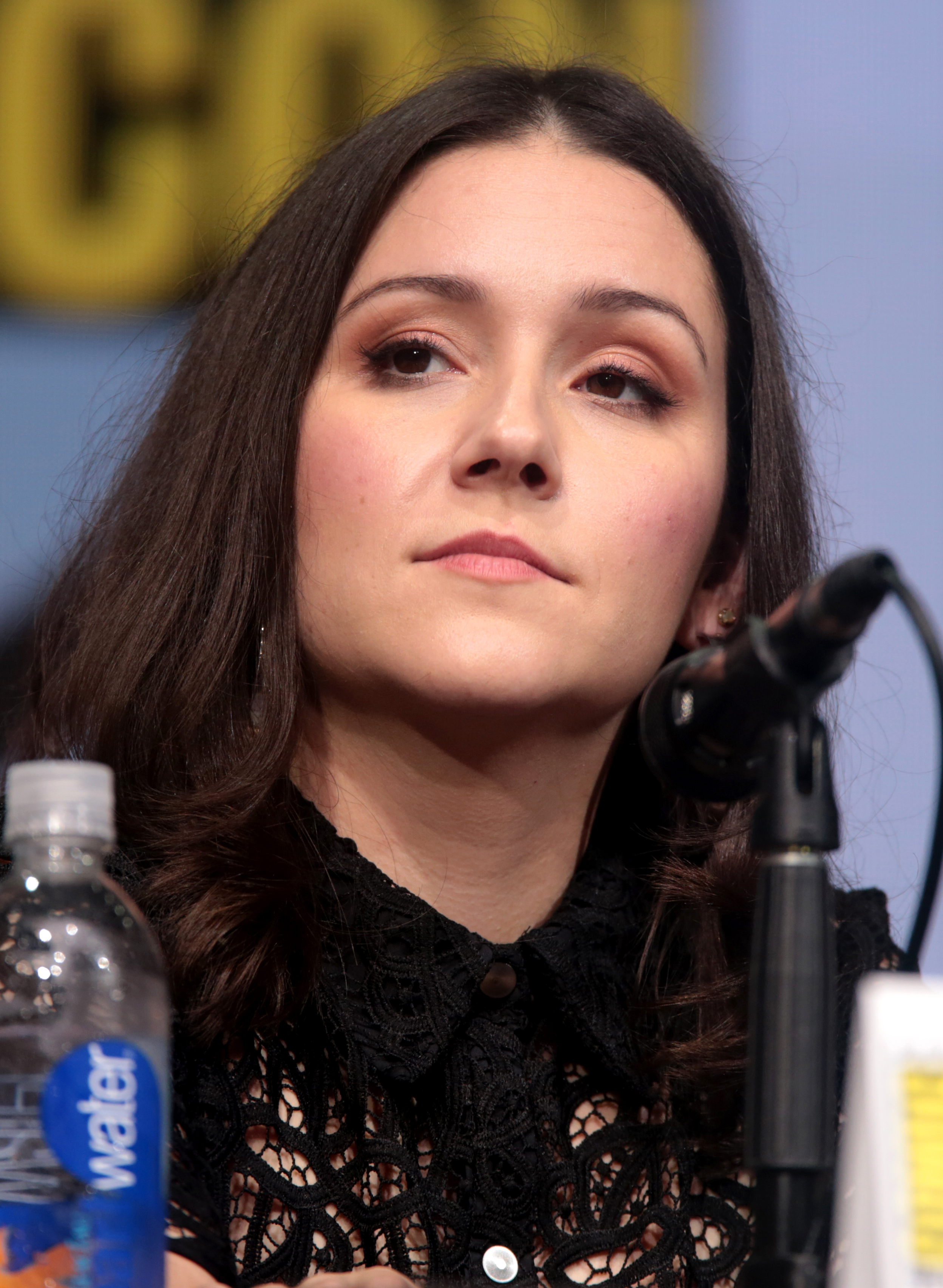
Shannon Woodward, dans le rôle de Dina.
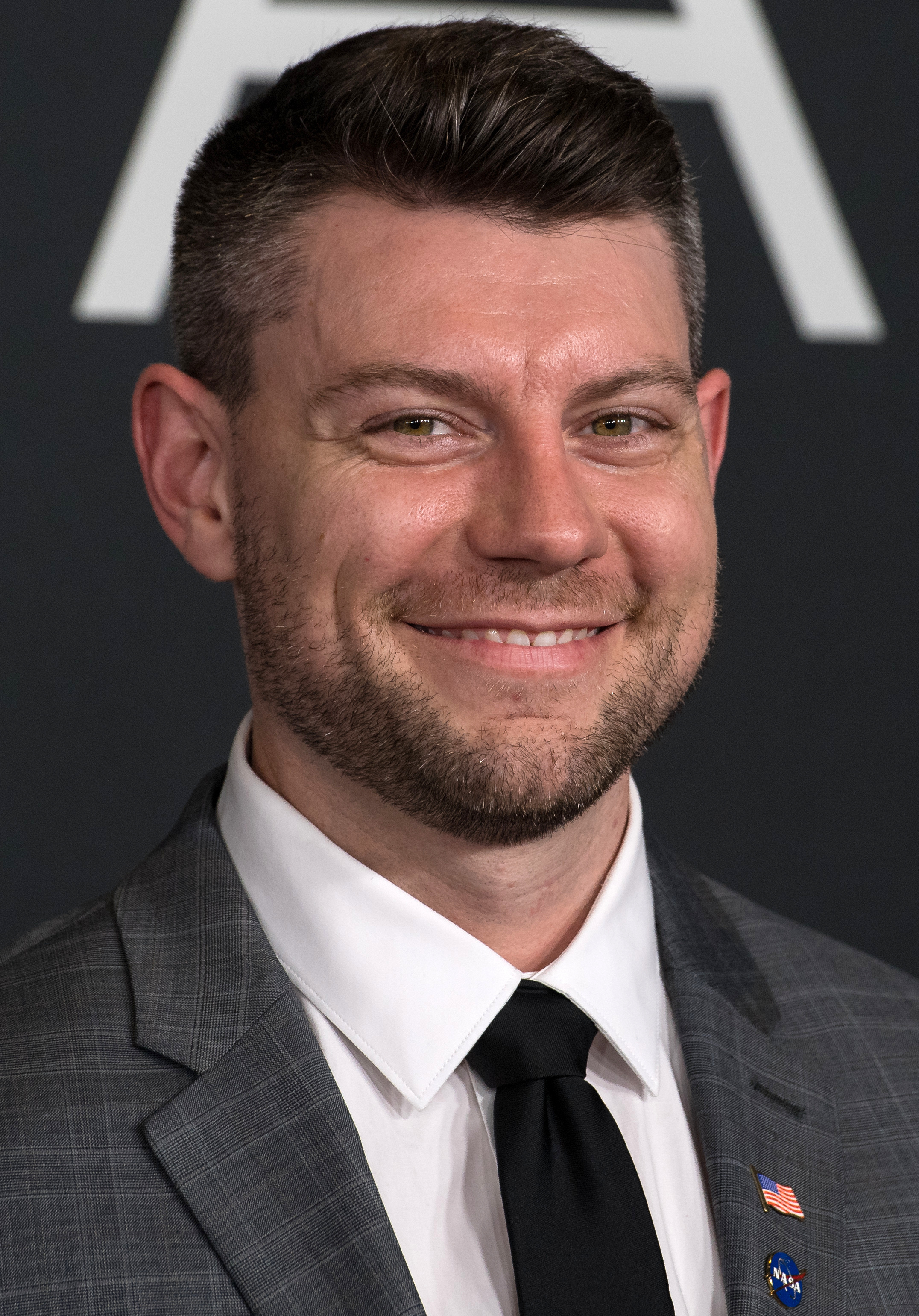
Patrick Fugit, dans le rôle d'Owen.
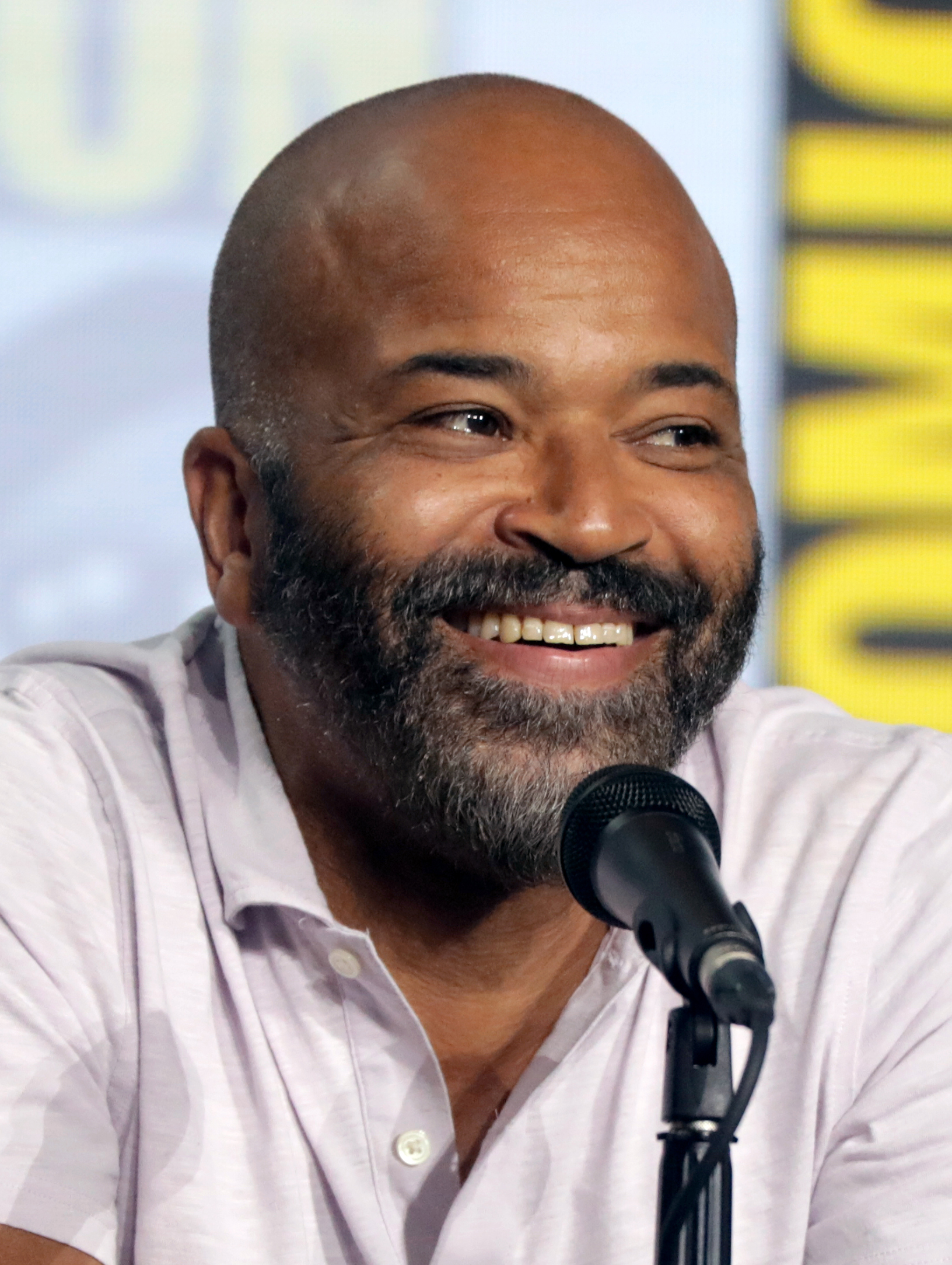
Jeffrey Wright, dans le rôle d'Isaac.

#### Protagonistes
- Ellie (Ashley Johnson), une jeune femme âgée de 19 ans au début du jeu. Au cours du jeu, elle va essayer de venger la mort de son père adoptif, Joel. Elle entretient une relation amoureuse avec Dina, sa meilleure amie. Elle élèvera un enfant avec Dina, JJ, durant le chapitre La Ferme. Lors de son voyage à Seattle, elle porte des vêtements légers, « à la fois pratiques et personnels » : un jean, des baskets montantes et une chemise, symbolisant « l'esthétique de la jeunesse rebelle contemporaine qui a toujours été au cœur des tenues d'Ellie », ;
- Abby (Laura Bailey (actrice), Jocelyn Mettler (modèle visage) et Colleen Fotsch (modèle corps)), une « habile survivante » âgée d'une vingtaine d'années. Ancienne Luciole, elle fait désormais partie du WLF, groupe dans lequel elle se fait de nombreux amis et retrouve un semblant de stabilité après la mort de son père, Jerry,. Elle porte des vêtements utilitaires et militaires et « incarne l'image d'un soldat endurci qui manie les armes avec aisance ». Son imposante musculature reflète des années de combat et d'entraînement. Son visage souvent peu souriant et son air sérieux illustrent une nature « austère et discrète ». Elle est représentée dans le jeu comme « capable, forte et utilitariste ».

#### Autres personnages
Campagne Ellie
- Joel (Troy Baker), le personnage principal du premier opus, survivant expérimenté ;
- Tommy (Jeffrey Pierce), le frère de Joel, avec qui il est « autant lié par le sang que par le traumatisme » et forme un duo inséparable ;
- Dina (Shannon Woodward (voix) et Cascina Caradonna (modèle)), forte tête et petite-amie d'Ellie. Elle est tout comme elle orpheline et a rapidement appris à se débrouiller seule. Elle possède un rôle unique en tant que partenaire d'Ellie : « tout en étant romantique et aimante, elle doit aussi égaler les capacités de celle-ci ». Elle « amplifie les bons côtés d'Ellie » et lui rappelle « qu'il est toujours possible de trouver la lumière ». Elle utilise son humour et son optimisme pour apporter de la légèreté et lutter contre ses traumatismes, celle-ci assurant seule sa survie depuis ses dix ans. Elle est « extrêmement loyale envers ses proches, bien qu'elle suive sa propre route », ;
- Jesse (Stephen A. Chang), un ami proche d'Ellie et l'ex-petit ami de Dina. Il montre l'exemple, possède une grande intégrité morale, et a cœur de tout faire pour que ses proches se sentent en sécurité ;
- Maria (Ashley Scott), la femme de Tommy, le leader qui dirige Jackson ;

Campagne Abby
- Manny (Alejandro Edda), membre du WLF et ami proche d'Abby ;
- Owen (Patrick Fugit), ancienne Luciole, membre du WLF, petit ami de Mel et ex-petit ami d'Abby. Leur liaison était une agréable parenthèse au sein du monde militaire extrêmement strict dans lequel ils évoluaient. Owen suit avec ardeur les idéaux des Lucioles et « s'accroche à l'espoir de bâtir un meilleur futur ». « Fatigué de la lutte constante pour survivre », il cherche à offrir une meilleure vie à ses proches et à lui-même ;
- Mel (Ashly Burch), médecin au WLF et petite amie d'Owen. Elle le connaît depuis l'enfance et fait partie intégrante du groupe. Sa relation avec lui n'est pas sans provoquer de tensions au sein du trio ;
- Lev (Ian Alexander), déserteur Séraphite refusant les lois restrictives imposées par les siens ;
- Yara (Victoria Grace), la sœur de Lev ayant déserté les Séraphites avec lui ;
- Isaac Dixon (Jeffrey Wright), le chef du Front de Libération de Washington ;
- Jerry Anderson (Derek Phillips), le père d'Abby et le médecin en chef des Lucioles. C'est lui qui devait opérer Ellie dans le premier volet, avant que Joel ne le tue, ;
- Marlene (Merle Dandridge), la chef des Lucioles et une amie de la mère d'Ellie. Elle apparait lors d'un flashback s'entretenant avec Jerry .

### Histoire

Carte retraçant le trajet des deux protagonistes lors du premier opus.

Après avoir sauvé Ellie des mains des Lucioles, Joel et sa protégée retournent à Jackson, dans l'état américain du Wyoming, où vit son frère Tommy. Quatre années s'écoulent, l'adolescente grandit et se fait de nouveaux amis tandis que Joel décompresse et entame une nouvelle vie loin des horreurs qu'il a commises par le passé. Ellie découvrira plus tard la vérité sur ce qu'a fait Joel pour la protéger, et leurs rapports sont depuis très conflictuels,.

#### Jackson

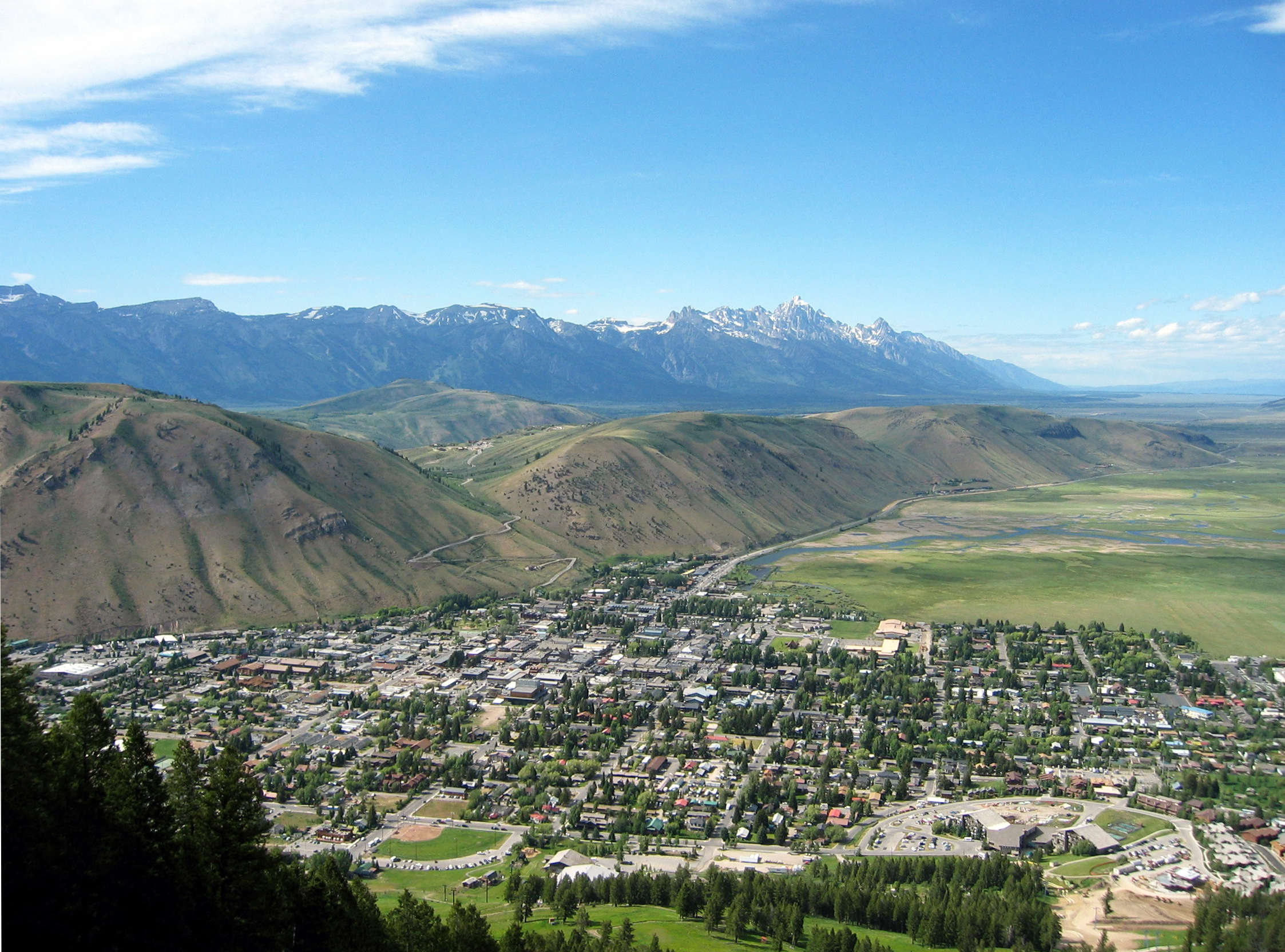
Vue globale de Jackson.

Le 2 mars 2038, Ellie part patrouiller avec Dina, sa petite-amie. Abby, qui dirige un groupe de survivants semblant chercher quelqu'un à proximité de Jackson, est poursuivie par une horde d'infectés, mais est sauvée par Joel et Tommy, eux aussi en patrouille. Abby, réalisant que Joel est l'homme qui a tué son père et par conséquent celui qu'elle recherche, réussit à attirer les deux frères dans un piège ; Joel est capturé et torturé. Prévenue par Jesse, Ellie arrive sur les lieux mais se fait rapidement maîtriser, tandis qu'Abby achève Joel sous son regard impuissant, et perd connaissance,. À la suite des funérailles de Joel, elle décide de retrouver ses assassins pour se venger, accompagnée de Dina, Tommy étant déjà parti pour Seattle après avoir identifié les meurtriers de son frère comme des membres du WLF,.

#### Seattle, Ellie
Plusieurs semaines plus tard, à Seattle, le couple se fait prendre en embuscade. Elles parviennent à se libérer et trouvent sur l'un de leurs assaillants une photo d'une certaine Leah,. Plus tard, elles la retrouvent tuée par les Séraphites. Après avoir récupéré sur elle des photos des meurtriers de Joel, elles sont prises de court par des soldats du WLF et fuient dans le métro, mais se font rapidement encercler par des infectés. Elles parviennent malgré tout à se retrancher dans un théâtre, où Ellie est contrainte de dévoiler son immunité à Dina, qui lui révèle en retour être enceinte de Jesse. Déboussolée, Ellie part explorer le lieu et s'endort,.

Le lendemain, laissant Dina se reposer, Ellie décide de se rendre à Hillcrest, pensant que Tommy s'y trouve. Là-bas, elle trouve non pas Tommy, mais Jesse. Après une course-poursuite en voiture, ils parviennent ensemble à rejoindre Dina au théâtre. Ellie laisse Jesse veiller sur Dina et part à la recherche de Nora, une alliée d'Abby localisée à l'hôpital. Apprenant qu'elle est une ancienne Luciole, elle la trouve enfin puis la torture à mort en la précipitant dans un sous-sol rempli de spores de cordyceps pour obtenir des informations sur l'emplacement d'Abby. Choquée et exténuée, elle rentre au théâtre,,. Sa nuit de repos lui permet de se remémorer le jour où elle est retournée dans le Saint Mary's Hospital pour chercher des réponses à son immunité, où Joel lui a enfin révélé la vérité,,. 

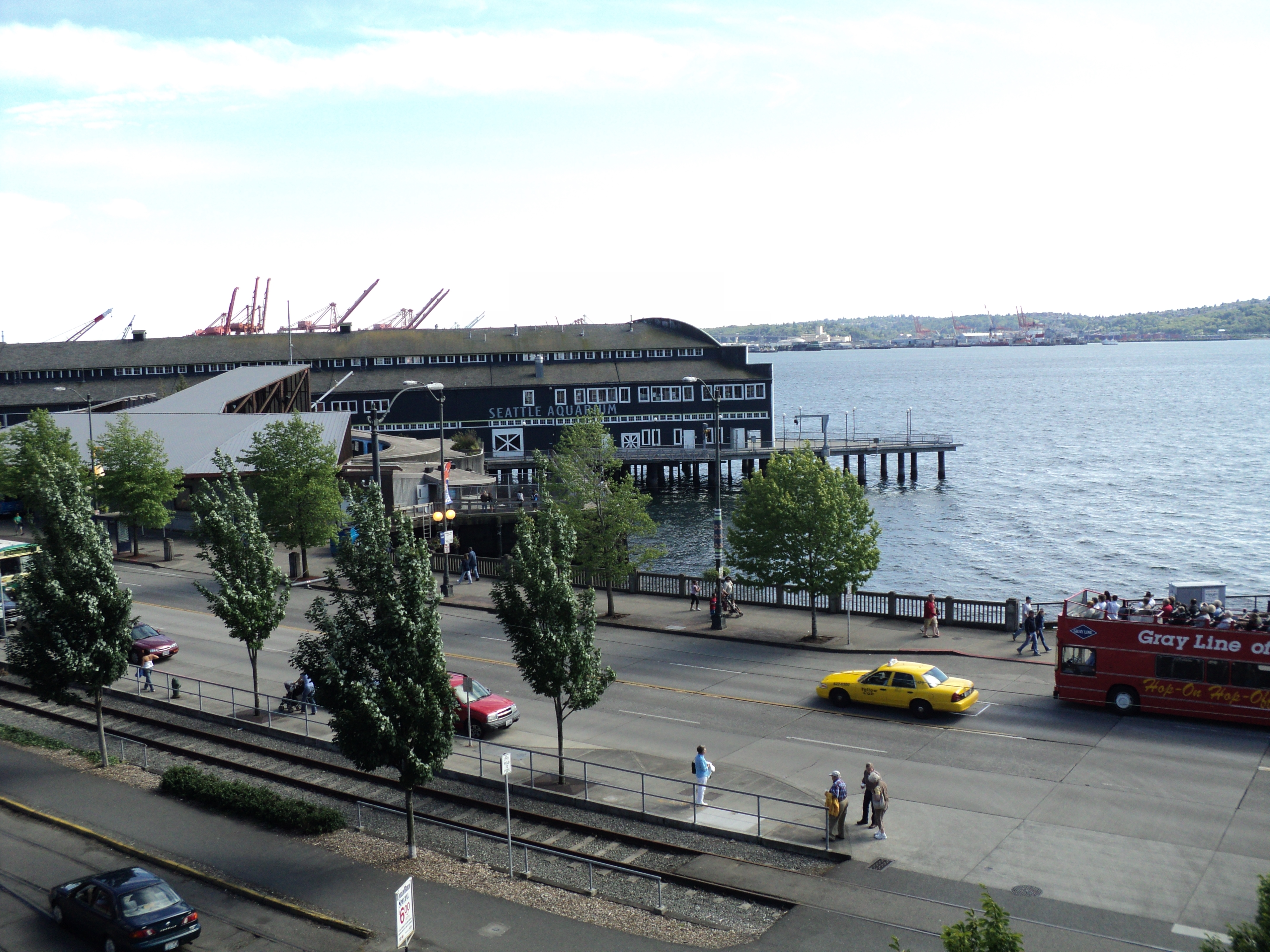
Vue de loin de l'Aquarium de Seattle dont est inspiré l'aquarium présent dans le jeu où se trouvent Owen et Mel.

Le lendemain, Ellie décide de se rendre à l'aquarium avec Jesse, emplacement présumé d'Abby selon les révélations de Nora. Ils se séparent en cours de route, Jesse voulant prêter main-forte à Tommy enfin localisé tandis qu'Ellie souhaite prendre au plus tôt un bateau pour fondre sur sa cible, Abby. Elle atteint l'aquarium, tue le chien qui défendait les lieux et y trouve non pas Abby mais ses amis Owen et Mel. Elle tente de leur soutirer des informations mais se retrouve contrainte de les tuer, avant de découvrir, horrifiée, que Mel était également enceinte de plusieurs mois. Jesse et Tommy la retrouvent et tentent de la calmer. Rongée par la culpabilité, Ellie retourne au théâtre en compagnie de ses deux acolytes, et tous décident d'un commun accord de rentrer à Jackson avant que les choses ne dégénèrent. Abby fait alors irruption dans le théâtre, tuant Jesse et mettant Tommy à terre, son arme pointée droit sur Ellie,.

#### Le parc
Quatre ans plus tôt, Abby rejoint son père, Jerry, le chirurgien en chef des Lucioles, dans le parc zoologique mitoyen du Saint Mary's Hospital, quand Owen, tout juste arrivé, les informe que « la fille » vient d'arriver à leur quartier général. Comprenant qu'il s'agit d'Ellie, la fille immunisée au cordyceps dont Marlène lui avait parlé, il procède aux préparatifs de l'opération, mais se voit fatalement interrompu lorsque Joel arrive et l'assassine violemment pour sauver Ellie. Abby s'effondre devant le corps sans vie de son père ; c'est ce geste qui la braquera aux trousses de Joel,.

#### Seattle, Abby
En parallèle du périple d'Ellie à Seattle, Abby apprend d'Isaac, le chef du WLF, la disparition d'Owen. Couverte par son ami Manny, elle part à sa recherche. En chemin, elle est capturée par des Séraphites et ne doit son salut qu'à l'intervention de deux enfants les ayant désertés, Lev et sa sœur Yara, dont le bras a été brisé à coups de marteau. Les enfants mis en sécurité, Abby retrouve Owen à l'aquarium, où elle découvre son intention de fuir Seattle pour Santa Barbara, où se trouveraient des Lucioles. Une dispute éclate alors et se conclut malgré tout par un rapport sexuel. Dans la nuit, Abby, inquiète pour Lev et Yara, décide d'aller les retrouver dès l'aube.
Le lendemain, en les rejoignant, Abby remarque que Yara va très mal. Elle l'emmène à l'aquarium où elle retrouve Owen et Mel, chirurgien du WLF, qui examine Yara : la jeune fille souffre selon elle du syndrome de loge et Mel déclare qu'il faut amputer son bras en urgence. Abby et Lev partent alors chercher du matériel chirurgical à l'hôpital. Après avoir traversé les passerelles reliant les gratte-ciels de la ville et affronté sa peur du vide, Abby arrive enfin à l'hôpital où le WLF se trouve encore. Nora, présente sur les lieux, lui indique où trouver ce qu'elle cherche. Une fois le matériel trouvé dans le sous-sol du bâtiment, Abby fait la rencontre stupéfiante d'un infecté jamais vu auparavant, surnommé le Ratking, qui semble né de la fusion de nombreux malades. Elle finit par vaincre son opposant et retrouve Lev. De retour à l'aquarium, Yara est opérée et sauvée,.
Après une nuit ponctuée de cauchemars, Abby apprend que Lev est retourné sur l'île des Séraphites pour convaincre leur mère de fuir avant l'attaque imminente du WLF ; Abby et Yara décident d'aller le chercher. En chemin vers la marina, où se trouvent d'autres bateaux, elles retrouvent Manny attaqué par Tommy. Ce dernier le tue mais est contraint de battre en retraite. Abby et Yara arrivent enfin sur l'île et retrouvent Lev, ayant tué sa mère pour se défendre alors que l'assaut a été lancé et que la dernière bataille entre les Séraphites et le WLF fait rage. Abby et Lev se retrouvent pris au dépourvu au cœur des affrontements opposant les deux factions, qui seront fatals à Yara. Ils traversent à cheval la ville mise à feu et à sang, puis volent une barque et s'enfuient. Revenue avec Lev à l'aquarium, Abby y découvre sa chienne Alice, ainsi qu'Owen et Mel et leur enfant à naître, tous les quatre assassinés. Folle de rage, elle décide de les venger et parvient à localiser Tommy et Ellie au théâtre, puis s'y rend avec Lev. Abby tue Jesse et blesse gravement Tommy. Après une violente confrontation entre les deux jeunes femmes, Abby parvient à maîtriser Ellie. Sur le point d'achever Dina, venue en renfort, Lev la persuade d’arrêter. Comprenant la futilité de son geste, elle se relève et quitte le théâtre,.

#### La ferme
Quelques mois après les évènements de Seattle, Ellie et Dina ont refait leur vie dans une ferme et élèvent ensemble JJ, l'enfant de Dina. Malgré tout, Ellie ne parvient pas à tourner la page, étant régulièrement victime de crises de panique lui rappelant son traumatisme. Après une visite de Tommy qui lui apprend qu'il sait où se trouve Abby, Ellie est prise de doutes à propos de sa quête de vengeance. Elle décide finalement de partir tuer Abby, malgré les suppliques de sa compagne qui refuse que le cauchemar recommence,.

#### Santa Barbara

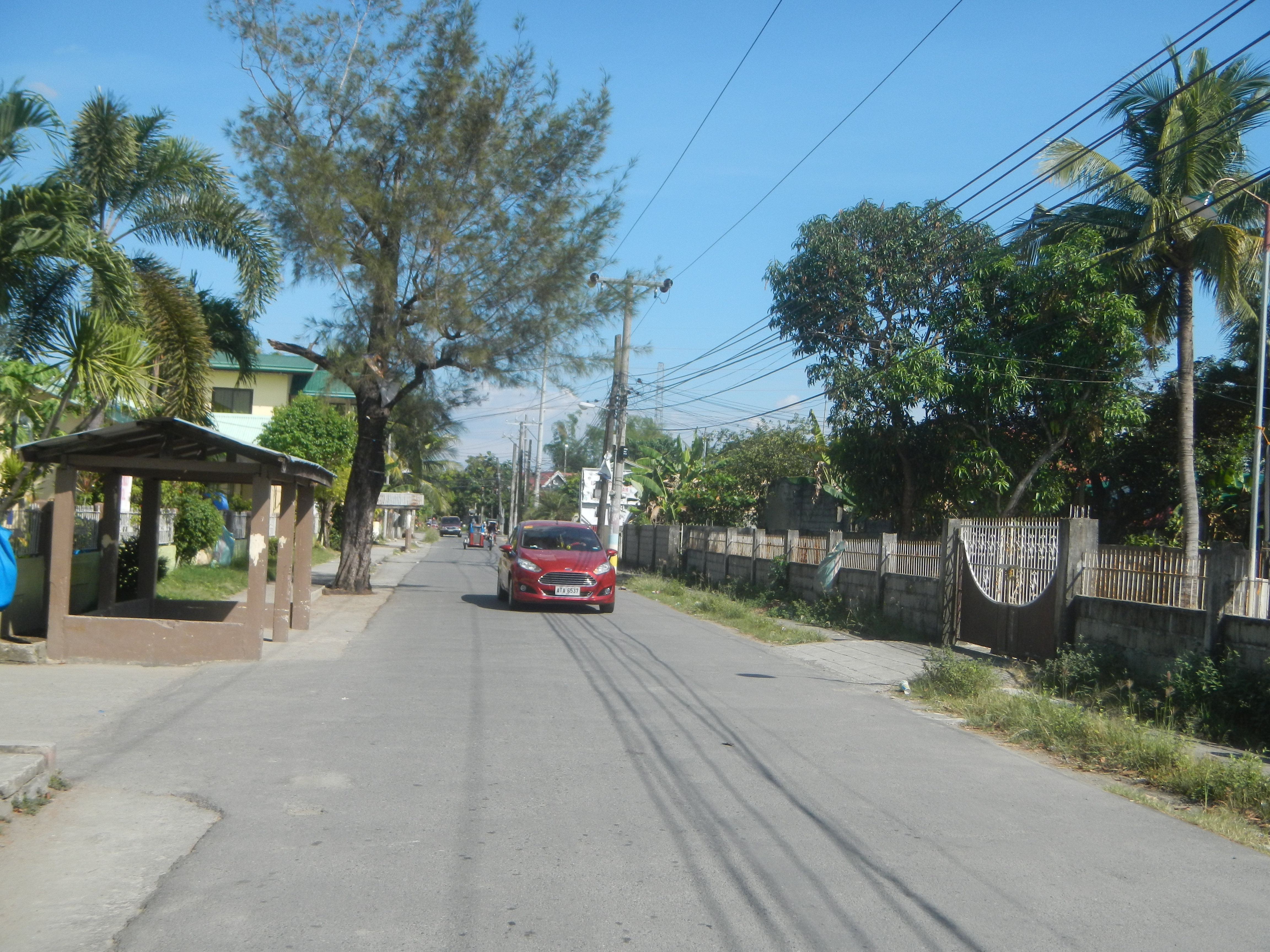
Une rue semblable à celles visitées durant le sous-chapitre 2425 Constance, avec Abby et Lev.

Arrivés à Santa Barbara, Abby et Lev trouvent un ancien camp de Lucioles abandonné mais réussissent néanmoins à en contacter un autre par radio. Lorsqu'ils repartent, ils se font capturer par les Crotales.
Ellie arrive à son tour à Santa Barbara et, malgré une blessure au flanc, échappe de peu à la capture. Elle parvient à libérer les esclaves des Crotales, déclenchant un affrontement pour faire diversion.

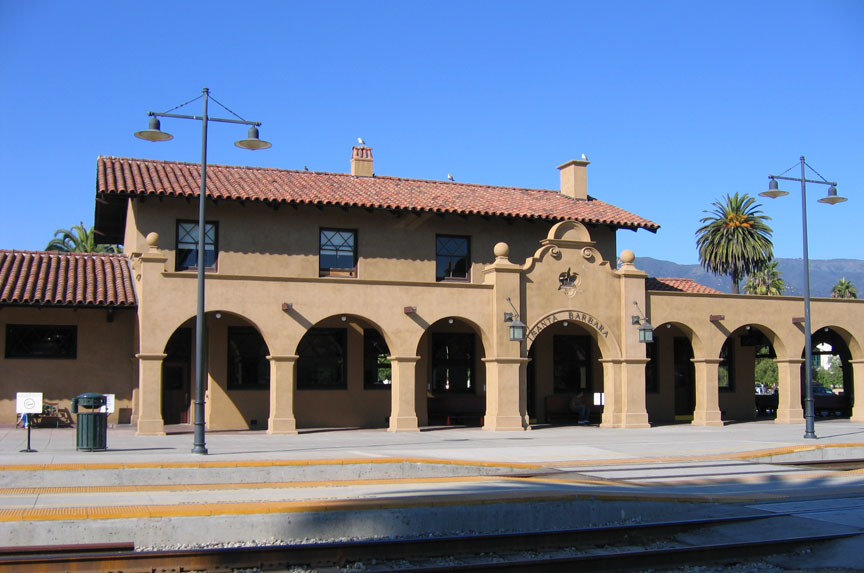
Un bâtiment de Santa Barbara similaire à ceux que l'on visite durant le sous chapitre Le Complexe, avec Ellie.

Finissant par retrouver Abby et Lev, décharnés et exténués, attachés à des poteaux sur la plage, elle les délivre et laisse Abby mettre Lev en sécurité avant d'exiger qu'elles se battent, bien que toutes deux soient blessées et épuisées. Au cours de leur affrontement, d'une violence et d'une intensité sans précédent, Abby arrache avec les dents deux doigts à Ellie, qui finit malgré tout par prendre le dessus et s'apprête à noyer son adversaire. Ellie renonce au dernier moment, réalisant l'inanité de son geste, et la laisse s'enfuir avec Lev, pleurant seule sur la plage,.

#### Épilogue
À son retour à la ferme, Ellie constate le départ de Dina en compagnie de JJ, laissant la maison entièrement vide derrière eux, à l'exception de ses affaires. Jouant une dernière fois de la guitare en souvenir de Joel, mais ne pouvant plus à cause de ses deux doigts perdus, elle se remémore leur dernière discussion, la veille de sa mort, où elle lui a dit qu'elle aimerait bien essayer de lui pardonner ses actes. À la suite de ce flash-back riche en émotions, Ellie renonce enfin à sa haine et à son désir de vengeance et s'en va, abandonnant tout derrière elle,.

## Système de jeu

### Généralités
Comme son prédécesseur, The Last of Us Part II est un jeu d'action-aventure à la troisième personne, de type survival-horror. Six niveaux de difficulté sont disponibles, allant de très facile à réaliste,. Le jeu alterne entre phases d'exploration et phases de combat durant lesquelles le joueur peut être confronté à deux menaces distinctes : les infectés et les survivants. Il sera souvent accompagné d'un ou plusieurs coéquipiers tout au long du jeu.
Pendant les phases d'exploration, le joueur peut trouver toutes sortes d'items parmi lesquels des munitions, des matériaux de fabrication, des outils pour améliorer ses armes dans les établis dispersés tout au long de l'aventure et des manuels d'entraînement, souvent bien cachés, permettant d'apprendre de nouvelles compétences en échange de pilules disséminées çà et là tout au long du jeu,.
Lors des phases de combat, le joueur peut attaquer de front ou faire le choix de l'infiltration. La plupart des zones ne nécessitent pas la mort des ennemis pour être considérées comme terminées, néanmoins cette approche pacifique demande au joueur une bien plus grande vigilance.

### Nouveautés
Le gameplay est similaire au premier jeu, mais contient quelques nouveautés et améliorations. Le second opus prend désormais l'eau environnante en compte dans les phases d'infiltration, permettant au joueur de plonger et nager pour contourner des obstacles ou des ennemis. Il peut aussi se faufiler à travers des passages étroits pour semer ses adversaires. Il possède désormais la capacité de s'allonger au sol pour accéder à des lieux inaccessibles, ou pour se cacher quand le terrain le permet (herbes ou planchers de véhicules hauts par exemple).
De nouveaux ennemis ont fait leur apparition, tel le chien qui peut flairer le joueur, l'obligeant ainsi à constamment rester en mouvement,. Un nouveau type d'infecté, le puant, a également fait son apparition : il attaque le joueur en dégageant des nuages de spores au corps-à-corps, condamnant temporairement une zone du terrain de jeu à cause du pouvoir corrosif de celles-ci. Le nuage de spores se déclenche aussi à la mort du puant.

### Équipement
Tout comme le premier opus, le joueur trouvera tous types d'armes au cours de son aventure. Il pourra équiper son personnage d'armes longues, d'armes de poing, d'armes blanches et d'objets offensifs. Dans le cas où tous ces équipements viennent à manquer, le joueur peut toujours compter sur le couteau à cran d'arrêt d'Ellie ou les poings d'Abby.

#### Armes d'Ellie

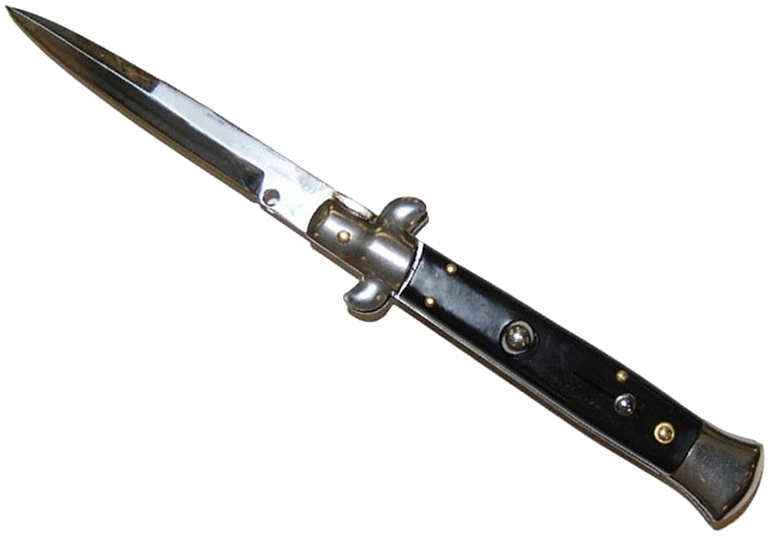
Couteau à cran d'arrêt similaire à celui qu'utilise Ellie dans son aventure.

Ellie possède des armes adaptées à un gameplay prudent, plutôt basé sur l'infiltration. Son arsenal est composé de, :
- son pistolet semi-automatique, première arme disponible à laquelle on peut ajouter un silencieux de fortune ;
- son fusil à verrou que l'on peut équiper d'une lunette de précision, très efficace à distance ;
- le revolver de Joel, très puissant mais lourd et long à recharger ;
- un fusil à pompe, infligeant de lourds dégâts, voire le démembrement des ennemis en combat rapproché ;
- un arc utilisé pour abattre discrètement les ennemis. Les flèches sont parfois récupérables après tir ;
- un pistolet-mitrailleur équipé d'un silencieux.

Grâce aux ressources trouvées en fouillant les différents lieux explorables, Ellie peut fabriquer des objets tels que :
- des kits de soin lui permettant de se soigner en situation critique ;
- des cocktails Molotov pour enflammer des groupes d'ennemis ;
- des grenades incapacitantes améliorables en grenade fumigène ;
- des pièges explosifs s'enclenchant au passage d'un ennemi ;
- des flèches pour l'arc, ainsi que des flèches explosives ;
- une amélioration permettant de restaurer l'intégrité de son arme de corps-à-corps, voire de l'améliorer.

#### Armes d'Abby

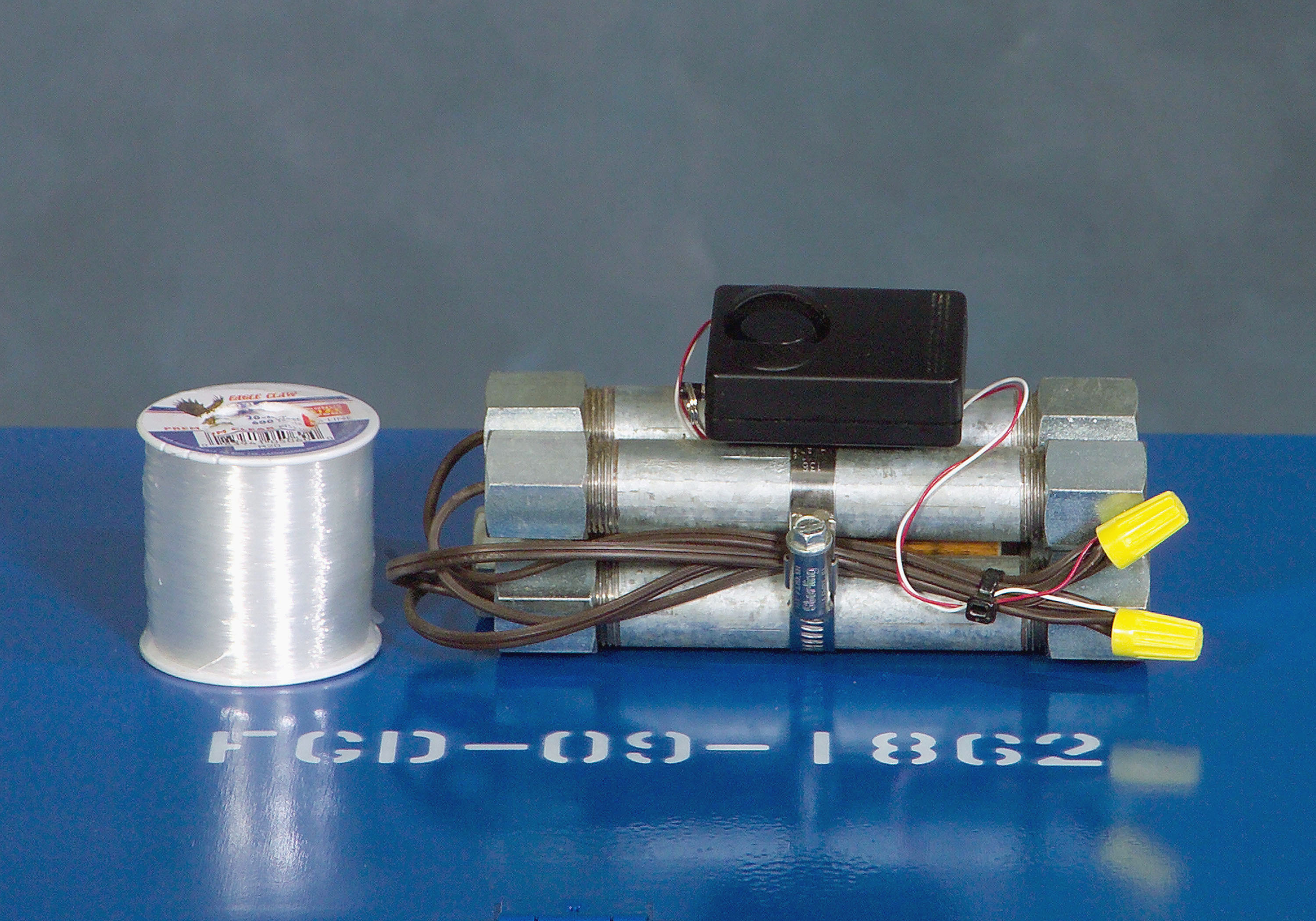
Bombe tuyau similaire à celles que peut utiliser Abby lors des combats.

Le gameplay d'Abby est quant à lui plus nerveux et puissant. Ses armes sont, :
- un pistolet semi-automatique, appelé pistolet militaire, similaire à celui d'Ellie ;
- un fusil d'assaut fourni par le WLF, doté d'une bonne cadence de tir et d'une excellente capacité ;
- un fusil de chasse à double canon, infligeant autant de dégâts que le fusil à pompe d'Ellie ;
- un pistolet de chasse, extrêmement puissant mais ne pouvant transporter que très peu de munitions ;
- une arbalète, utile pour tuer rapidement les ennemis en toute discrétion ;
- un lance-flammes, pouvant éliminer plusieurs opposants à la fois, très efficace contre les infectés.

Abby a elle aussi la capacité de créer des objets utiles à sa survie. On retrouve par exemple :
- des kits de soin ;
- des surins pour tuer discrètement et rapidement les ennemis, indispensables pour se débarrasser furtivement des claqueurs ;
- une bombe tuyau à lancer, explosant à l'impact ;
- des munitions inflammables pour le fusil à double canon ;
- des munitions pour le pistolet de chasse ;
- une amélioration permettant de restaurer l'intégrité de son arme de corps-à-corps, voire de l'améliorer.

## Développement

### Projet
À la suite de la sortie et du succès du jeu vidéo The Last of Us, Neil Druckmann dit, dans une interview pour Eurogamer, qu’il est en train d’examiner les options concernant une suite, même s’il n’y a aucun plan précis de ce que le jeu peut faire par la suite. Il explique qu’une suite ne serait envisageable que s’il y a une histoire intéressante, unique et assez excitante pour valoir la peine d’être racontée.
L’illustrateur Marek Okon, ayant déjà travaillé chez Naughty Dog pour les jeux vidéo Uncharted et The Last of Us, dévoile en mai 2014 un fan art du personnage d’Ellie à l’âge adulte en y mettant le commentaire « Laissez-moi vous présenter quelque chose… Ça arrive… »,,, puis deux jours plus tard le même fan art plus complet mais précise qu’il s’agit de son travail personnel tel qu’il imaginerait l’univers de l'hypothétique The Last of Us 2.

### Conception

#### Production
S'étalant sur six ans, la production du jeu rassemble près de 2 000 personnes réparties entre 14 studios et nécessite un budget de 220 millions de dollars. Ces chiffres, généralement tenus secrets dans l'industrie, sont révélés par inadvertance en juin 2023 lors des procédures juridiques entourant le projet d'acquisition par Microsoft du groupe vidéoludique Activision Blizzard,.

#### Scénario
Le défi scénaristique du second volet a été de créer une histoire qui avait du sens et qui pouvait se suffire à elle-même en tant qu'œuvre scénaristique. Cette suite devait recréer l'impact émotionnel que le premier jeu avait pu générer, tout en étant un ajout à celui-ci. Le but était donc de compléter The Last of Us pour mettre en place un diptyque dont les deux volets seraient indissociables. Cette suite s'attarde donc plus en profondeur sur la relation entre Ellie et Joel et se concentre plus intimement sur les relations vécues entre les personnages dans un monde en proie aux infectés. On retrouve Joel et Ellie qui se sont installés à Jackson, la ville de Tommy. Ellie a pu faire de nouvelles rencontres et de nouveaux amis. Joel, quant à lui, a abandonné sa vie de contrebandier. Or, si The Last of Us premier du nom traitait de l'amour entre ces deux personnages, comme une histoire entre un père et sa fille, The Last of Us part II se concentre quant à lui sur la haine, et place le deuil, la vengeance et le cycle de la violence au cœur du récit,.

#### Gameplay
Dans ce deuxième volet, le gameplay doit rendre l'expérience la plus immersive possible en ajoutant un plus de possibilités d'interactions avec l'environnement. Le plus important pour y parvenir était de mettre le joueur dans la peau de son personnage, lui faire vivre les choix difficiles des personnages et les lui faire comprendre. Ainsi, l'ajout d'un bouton de saut et d'un bouton d'esquive ont rendu le gameplay plus rapide et plus dynamique. La possibilité de s'allonger tout en étant capable de profiter de l'intégralité de l'inventaire, mais aussi de profiter de l'environnement pour se cacher et prendre ses ennemis par surprise, a permis de rendre le jeu encore plus immersif. Cependant, s'allonger ne devait pas pour autant permettre au joueur de devenir invisible, les ennemis proches pouvant toujours le repérer. Cet effort apporté à l'intelligence artificielle des ennemis a pour but de rendre le joueur plus attentif à ses alentours. Il a ainsi la sensation d'être constamment en danger et renforce, par là même, son lien avec le personnage contrôlé,.
Toujours dans le but de rendre le jeu encore plus immersif que le premier opus, les zones explorables ont vu leur taille s'agrandir. Il en découle une sensation de découverte générée par le joueur, et non par le jeu. En effet, selon les choix du joueur quant à l'approche des niveaux, certaines zones peuvent être totalement ignorées. Toutes ces zones ont été pensées comme un environnement réel et non comme l'enchaînement d'une zone dédiée au combat puis d'une autre dédiée à l'exploration, et ainsi de suite. Il en découle un monde plus réaliste, presque tangible, qui renforce l'immersion,,.
La manière dont le joueur utilise les objets trouvés sur son chemin influe directement sur son approche des situations de combat. Le but de cette mécanique de ramassage d'objets est de lui donner la capacité de choisir la manière d'anticiper les escarmouches à venir. Au sein même des affrontements, le joueur se retrouve souvent face à des dilemmes dont l'issue doit être rapidement sélectionnée,,.
Les développeurs ont voulu plus impliquer le joueur sur la manière dont il souhaite que son personnage évolue sur le long terme. Chaque amélioration de compétence, mais aussi de négligence de compétence, a ainsi un impact direct sur la manière de jouer. Il en découle un lien de parenté plus fort entre le joueur et son personnage car il évolue dans le jeu avec les choix qu'il a faits,,.

### Annonce

#### Rumeurs

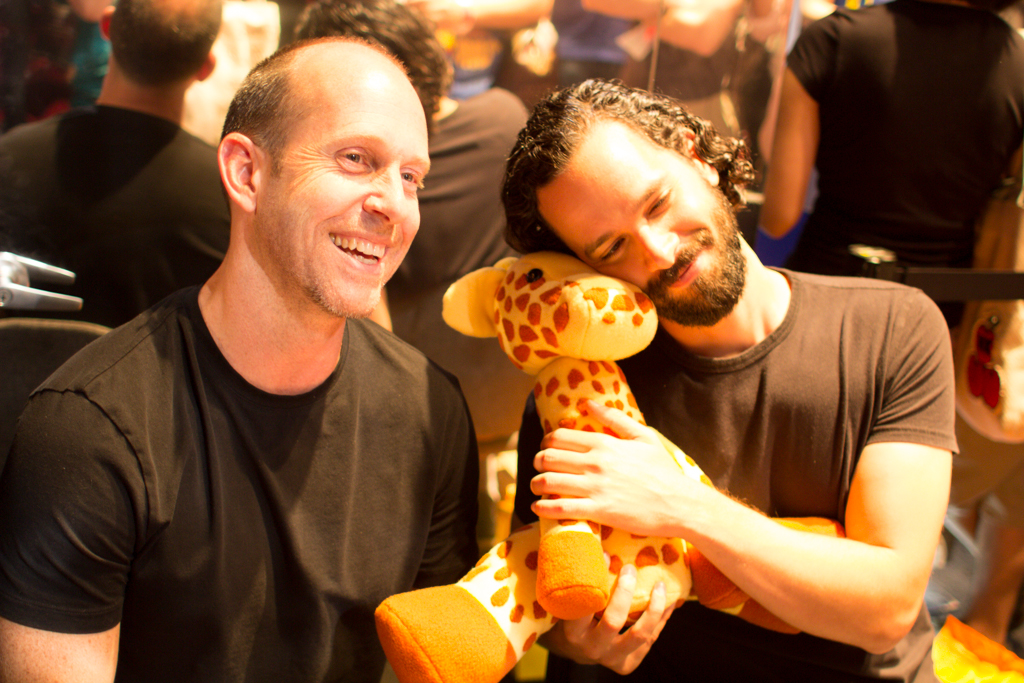
Bruce Straley et Neil Druckmann lors des PAX Prime 2014.

Les rumeurs quant au second volet ne dérougissent pas lorsque Cyberland annonce ainsi un possible dévoilement de certains "concept arts" lors des PAX Prime. Des dires font même état qu'un portage PC du premier jeu a été délaissé par Naughty Dog afin de mieux se concentrer sur l'écriture et la conception de The Last of Us Part II.
En juin 2015, lors de la Metrocon (en) à Tampa, l’acteur Nolan North annonca que le studio de développement Naughty Dog travaille sur le projet The Last of Us 2 mais qu’il ne serait pas impliqué dedans du fait de la mort de son personnage, David, dans le premier opus : « Pour l'instant (Uncharted 4 : A Thief's End) est mon dernier projet (avec Naughty Dog). Je sais qu'ils font The Last of Us 2, mais mon personnage dans Last of Us a connu une mort prématurée… »,,. En revanche, l’acteur Troy Baker, qui interprète le personnage de Joel, affirma n'être au courant de rien en mentionnant « Je ne sais rien. Je ne sais pas si nous allons en faire un autre ou pas. Si c'est le cas, alors je fais confiance à Neil Druckmann, Bruce Straley et tout le monde chez Naughty Dog pour raconter une histoire qui mérite d'être relatée. »,,.
Lors d’une émission en direct en septembre 2015 consacrée à Uncharted: The Nathan Drake Collection, le scénariste Josh Scherr mentionne « et le premier The Last of Us. Euh, je viens de dire le 'premier The Last of Us' ? », laissant sous-entendre un second opus,. Un peu plus tard, afin d’éclaircir les différentes précédentes rumeurs, le studio Naughty Dog, par l’intermédiaire du co-scénariste Neil Druckmann, informe que Bruce Straley et celui-ci réfléchissent à des idées pour de nouveaux personnages, à Joel et Ellie, à un jeu de science-fiction et de fantasy ainsi qu’à la création de prototypes pour chacune de ces idées, en même temps que de travailler sur Uncharted 4: A Thief's End,.
Le 10 mai 2016, lors de la sortie du jeu Uncharted 4: A Thief's End, les joueurs ont la possibilité de voir apparaître une référence interne au jeu montrant un poster avec un personnage féminin enceinte portant un masque, le titre The Last of Us: American Daughters et le logo de l’éditeur américain Dark Horse Comics.

#### Officialisation

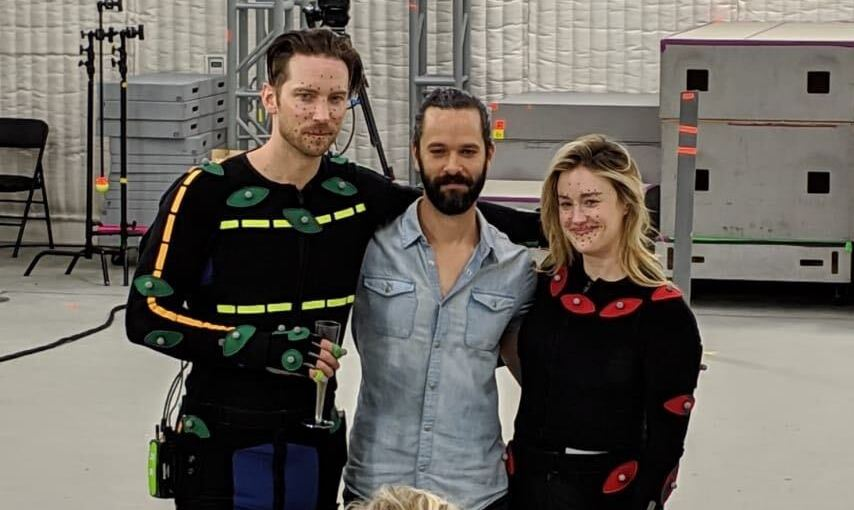
Troy Baker, Neil Druckman et Ashley Johnson lors d'une séance de motion capture.

Lors du PlayStation Experience du 3 décembre 2016, le studio Naughty Dog officialise le développement de la suite de The Last of Us et révèle par la même occasion la première bande-annonce du nouvel opus. Dans celle-ci, Ellie, désormais âgée de 19 ans et couverte de sang, commence à jouer de la guitare et à chanter, dans une maison où viennent d'être tuées plusieurs personnes ; elle est alors rejointe par Joel. Animée, semble-t-il, par un désir surpuissant de vengeance, elle lui déclare qu'elle « les [trouvera] et les [tuera] tous jusqu'au dernier »,,,. Neil Druckmann, concepteur de la licence, annonce alors le retour des acteurs Ashley Johnson et Troy Baker pour jouer les deux protagonistes, annonçant qu'Ellie est le personnage jouable de cette suite. De même, la composition des musiques du jeu est de nouveau confiée à Gustavo Santaolalla. Druckmann ajoute également que si l'amour père-fille entre Joel et Ellie était au centre de l'histoire du premier jeu, c'est la haine qui sert de point focal au second opus,,.
Le tournage a officiellement démarré autour de mi-avril 2017, avec l'ensemble des acteurs du volume précédent,.
Une nouvelle bande-annonce est présentée lors de la Paris Games Week 2017,. De nouveaux personnages sont présentés sur les réseaux sociaux : Emily interprétée par Emily Swallow, Lev interprété par Ian Alexander, Yara interprétée par Victoria Grace et un quatrième non cité interprété par Laura Bailey.
Une vidéo entière de gameplay de douze minutes est diffusée le 11 juin 2018 lors de l'E3 pour la conférence PlayStation. Il est possible de voir Ellie avec sa petite amie dans un flashback avant de revenir à la réalité. On y rencontre également Jesse, l’ex petit ami de Dina, à qui l'héroïne se confie. Joel, quant à lui, est absent de cette bande-annonce,.

#### Sortie et reports
Le 24 septembre 2019, lors d'un State of Play, une date de sortie est annoncée : le 21 février 2020. Un mois plus tard, la sortie du jeu est repoussée au 29 mai 2020, avant de subir un second report — celui-ci indéterminé — en raison de la crise du Covid-19. Celle-ci n'a pas affecté directement la production du jeu, mais ses conséquences notamment sur des réseaux de distribution ont incité Sony à attendre de pouvoir assurer une distribution efficace à l'échelle mondiale plutôt que de compromettre le lancement. Le jeu est finalement daté pour le 19 juin 2020, date à laquelle il est finalement sorti partout dans le monde.

#### Polémiques
Le jeu a fait l'objet de plusieurs polémiques, notamment à la suite de fuites causées par des pirates informatiques liées au scénario, aux cinématiques et au gameplay du jeu sur Internet,, ainsi que sur le sujet du crunch des développeurs, pratique ayant fait crescendo tout au long du développement du jeu forçant certains employés à travailler plus de cent heures par semaine,.
Neil Druckmann, le réalisateur du jeu, a fait l'objet de nombreux propos haineux, principalement par rapport à la direction scénaristique prise par le jeu et par la gestion de ses équipes, jugée « désastreuse ».
Certains joueurs mécontents du scénario ont lancé une pétition pour faire réécrire l'histoire du jeu. Celle-ci a obtenu plus de 50 000 signatures, sans pour autant que Naughty Dog n'y change quoi que ce soit. Certains membres du studio et Laura Bailey, l'actrice jouant le rôle d'Abby, ont également reçu plusieurs insultes et menaces de mort à la suite de ces prises de position,.

### Commercialisation

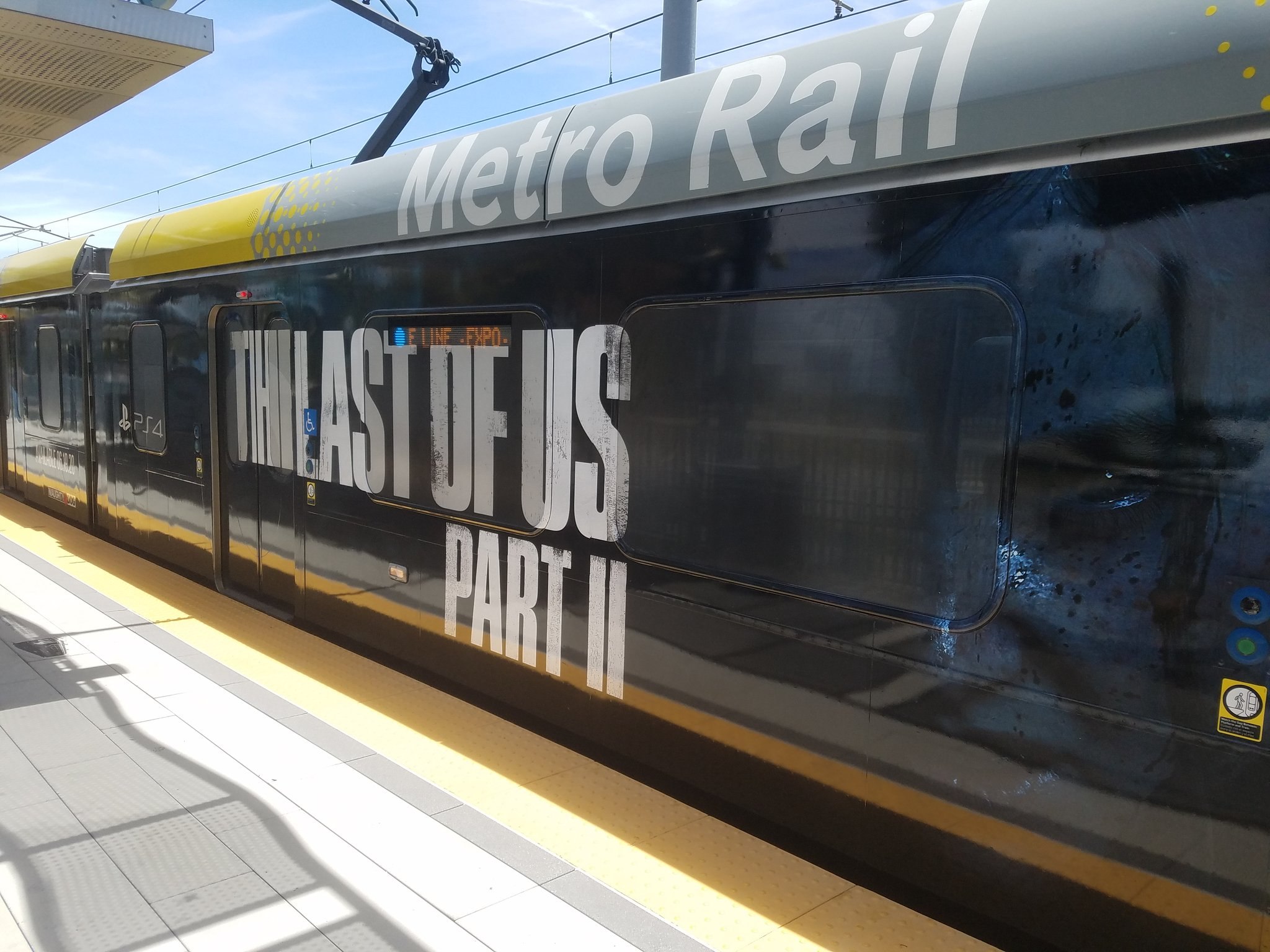
Publicité sur un train pour le jeu.

Le jeu sort dans différentes versions :
- Une édition standard, comprenant le jeu en physique ou en dématérialisé, différents bonus en jeu pour les joueurs ayant précommandé cette édition, ainsi qu'un avatar pour le PSN offert aux joueurs ayant choisi la version dématérialisée) ;
- une édition digital deluxe, comprenant le jeu en dématérialisé, un thème dynamique pour la PS4, six avatars pour le PSN, la bande-son numérique, un mini-artbook de quarante-huit pages au format PDF, un avatar pour le PSN ainsi que les bonus de précommande ;
- Une édition spéciale, présentée dans un package cartonné et comprenant un steelbook avec le jeu en version physique à l'intérieur, un thème dynamique pour la PS4, six avatars pour le PSN, la bande-son numérique, le mini-artbook de quarante-huit pages en version papier, un avatar pour le PSN ainsi que les bonus de précommande ;
- Une édition collector comprenant, dans un coffret, une figurine d'Ellie de trente centimètres, une reproduction de son bracelet, une lithographie avec une lettre de remerciements, un steelbook avec le jeu en version physique à l'intérieur, six pin's, cinq stickers et le mini-artbook de quarante-huit pages en version papier. À cela viennent s'ajouter tous les bonus numériques présents dans les autres éditions ;
- Une édition Ellie, qui reprend tous les éléments cités ci-dessus, en y ajoutant un patch à coudre, le sac à dos d'Ellie, et un disque vinyle comprenant une sélection de morceaux de la bande originale.

Amazon lance en édition limitée un steelbook sur lequel on retrouve les visages des deux protagonistes du premier jeu, Joel et Ellie.
À l'occasion de la sortie du titre, la célèbre marque de guitare Taylor commercialise, sur la base du modèle Taylor 314ce, une reproduction en édition limitée de celle que possède Joel. Pour les budgets plus généreux, une autre guitare estampillée The Last of Us part II voit le jour, bien que celle-ci n'apparaisse pas dans le jeu.
Un artbook du jeu, nommé L'artbook officiel de The Last of Us part II, est commercialisé à partir du 25 juin 2020 aux éditions Omaké.

### Musique

#### Bande-originale

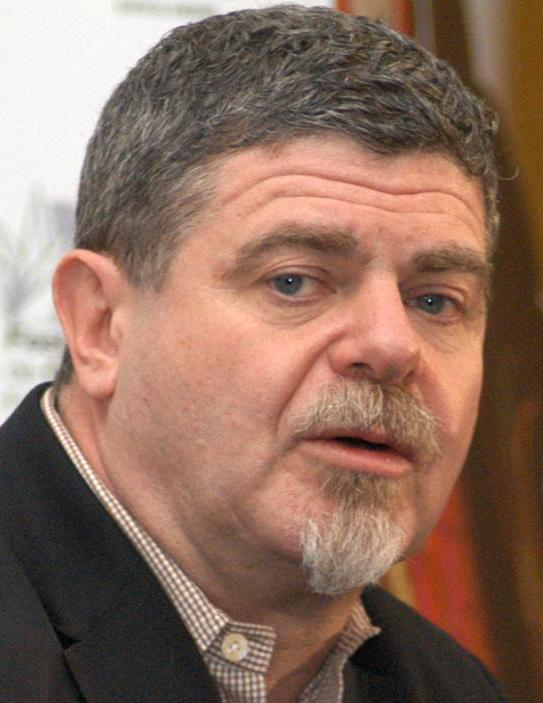
Portrait de Gustavo Santaolalla.

À l'instar du premier jeu, on retrouve Gustavo Santaolalla à la musique. Il est cette fois accompagné par Mac Quayle qui compose les musiques additionnelles de l'œuvre. Quand le premier accompagne les moments d'émotion avec ses notes mélancoliques à la guitare ou au charango, le second amplifie les scènes angoissantes et dynamiques avec ses tonalités électroniques.
| Liste des titres | Liste des titres        | Liste des titres    | Liste des titres | Liste des titres | Liste des titres | Liste des titres | Liste des titres | Liste des titres | Liste des titres |
| No               | Titre                   | Auteur              | Durée            |                  |                  |                  |                  |                  |                  |
| ---------------- | ----------------------- | ------------------- | ---------------- | ---------------- | ---------------- | ---------------- | ---------------- | ---------------- | ---------------- |
| 1.               | The Last of Us part II  | Gustavo Santaolalla | 2:52             |                  |                  |                  |                  |                  |                  |
| 2.               | Unbound                 | Gustavo Santaolalla | 1:57             |                  |                  |                  |                  |                  |                  |
| 3.               | Longing                 | Gustavo Santaolalla | 1:45             |                  |                  |                  |                  |                  |                  |
| 4.               | Eye for an Eye          | Mac Quayle          | 2:37             |                  |                  |                  |                  |                  |                  |
| 5.               | It can't Last           | Gustavo Santaolalla | 2:19             |                  |                  |                  |                  |                  |                  |
| 6.               | The Cycle of Violence   | Mac Quayle          | 5:04             |                  |                  |                  |                  |                  |                  |
| 7.               | Reclaimed Memories      | Gustavo Santaolalla | 1:42             |                  |                  |                  |                  |                  |                  |
| 8.               | Cordyceps               | Mac Quayle          | 2:40             |                  |                  |                  |                  |                  |                  |
| 9.               | Longing (Redemptions)   | Gustavo Santaolalla | 1:42             |                  |                  |                  |                  |                  |                  |
| 10.              | Restless Spirits        | Gustavo Santaolalla | 2:12             |                  |                  |                  |                  |                  |                  |
| 11.              | Chasing a Rumor         | Gustavo Santaolalla | 2:54             |                  |                  |                  |                  |                  |                  |
| 12.              | They're Still Out There | Mac Quayle          | 3:32             |                  |                  |                  |                  |                  |                  |
| 13.              | Unbroken                | Gustavo Santaolalla | 4:38             |                  |                  |                  |                  |                  |                  |
| 14.              | The Rattlers            | Mac Quayle          | 3:41             |                  |                  |                  |                  |                  |                  |
| 15.              | The Obsession           | Gustavo Santaolalla | 1:21             |                  |                  |                  |                  |                  |                  |
| 16.              | Soft Descent            | Gustavo Santaolalla | 1:50             |                  |                  |                  |                  |                  |                  |
| 17.              | The WLF                 | Mac Quayle          | 3:39             |                  |                  |                  |                  |                  |                  |
| 18.              | A Wolf's Ghost          | Gustavo Santaolalla | 2:24             |                  |                  |                  |                  |                  |                  |
| 19.              | Masks On                | Mac Quayle          | 2:02             |                  |                  |                  |                  |                  |                  |
| 20.              | It can't Last (Home)    | Gustavo Santaolalla | 4:29             |                  |                  |                  |                  |                  |                  |
| 21.              | Inextinguishable Flames | Gustavo Santaolalla | 0:59             |                  |                  |                  |                  |                  |                  |
| 22.              | Allowed to be Happy     | Gustavo Santaolalla | 2:48             |                  |                  |                  |                  |                  |                  |
| 23.              | Collateral              | Gustavo Santaolalla | 2:22             |                  |                  |                  |                  |                  |                  |
| 24.              | The Cycle Continues     | Mac Quayle          | 3:28             |                  |                  |                  |                  |                  |                  |
| 25.              | All Gone (The Promise)  | Gustavo Santaolalla | 3:03             |                  |                  |                  |                  |                  |                  |
| 26.              | Grieving                | Gustavo Santaolalla | 2:19             |                  |                  |                  |                  |                  |                  |
| 27.              | The Island              | Mac Quayle          | 4:13             |                  |                  |                  |                  |                  |                  |
| 28.              | Beyond Desolation       | Gustavo Santaolalla | 2:24             |                  |                  |                  |                  |                  |                  |
| 01:17:12         |                         |                     |                  |                  |                  |                  |                  |                  |                  |

#### Reprises
On retrouve dans le jeu plusieurs reprises par Ashley Johnson et Troy Baker de titres célèbres, tels que Future Days de Pearl Jam, Take on Me de a-ha ou encore la chanson folklorique américaine The Wayfaring Stranger (en).

## Accueil

### Critiques
The Last of Us Part II reçoit des critiques « unanimement positives » de la part de sites spécialisés selon Metacritic, où le jeu atteint le score de 93/100, et ce sur la base de 121 critiques.
Maxime Chao, rédacteur en chef de JeuxActu, annonce : « The Last of Us Part 2 est un jeu à part, un titre qui marque de son empreinte indélébile, une expérience dont on ne sort finalement pas indemne. On pourrait en effet parler de jeu d’auteur avec un enrobage AAA, et qui mérite assurément une standing ovation de la part du public. Naughty Dog vient tout simplement de nous livrer sa meilleure œuvre »..
Selon Logan, journaliste chez Jeuxvideo.com, « qu'on apprécie ou non, il reste ici une œuvre majeure qui nous hantera plusieurs jours après l'avoir terminée et qu'on évoquera désormais comme le nouvel exemple à suivre dans son domaine ou plus simplement comme une histoire époustouflante, déchirante et magnifique à la fois ».
Thomas Pillon, journaliste du site Gameblog, affirme que « The Last of Us Part II parvient à mener de bout de bout un incroyable exercice d'équilibriste, s'amusant à enchaîner les partis-pris sur le fond comme sur la forme, comme rarement un AAA n'aura osé le faire ».
Le jeu est aussi particulièrement salué pour ses nombreuses options d'accessibilité permettant ainsi aux personnes malvoyantes et malentendantes de profiter de l'œuvre.
Microsoft a analysé le jeu en interne, à des fins de veille de la concurrence. Les testeurs de Microsoft expliquent que The Last of Us Part II est un jeu vidéo dont la qualité globale est « nettement en avance sur tout ce que d’autres équipes ont produit sur consoles et PC » mais que les développeurs ont « toujours du mal à faire des gunfights décentes. » Microsoft conclut que The Last of Us Part II fait partie de ces réussites « extrêmement rares » qui font « avancer l'art de la narration dans le jeu vidéo », laissant le joueur « pensif longtemps après avoir fini le jeu. »
Le site Kotaku loue la « beauté visuelle » du jeu, mais critique son extrême violence et sa cruauté jugée souvent gratuite, qui rendent l’expérience de jeu triste et désagréable, et souligne que même en interne certains développeurs du jeu avaient des doutes sur cet aspect. Kotaku va jusqu'à qualifier le jeu de « simulateur de tristesse » (« misery simulator »).
Les critiques des joueurs sont quant à elles beaucoup plus mitigées, notamment à cause d'un review bombing (en) massif survenu à peine quelques heures après la sortie du jeu, quand bien même aucun de ces joueurs n'ait pu terminer le jeu en si peu de temps. Il est dû principalement aux joueurs se plaignant des « idées progressistes » que véhiculerait le jeu, ainsi qu'au « destin qu’il réserve à certains personnages », les motivations de ces joueurs étant « plus politiques que ludiques ».

#### Aspect technique
Le jeu est unanimement salué pour son aspect technique. Selon Logan de Jeuxvideo.com, The Last of Us part II est « l'occasion pour Naughty Dog de nous offrir l'un des plus beaux jeux de la PS4, par le biais de décors semi ouverts proprement majestueux ». Même chose pour les animations faciales, qu'il juge « criantes de réalisme ». La variété des paysages est également saluée, le journaliste indiquant qu'ils ne « manquent d’ailleurs pas de diversité et oscillent entre des paysages urbains dévastés et d’autres plus naturels », concluant que « ses environnements superbes, ses textures bluffantes et même ses animations d’un niveau rarement atteint par le milieu finissent sans nul doute d’en faire l’un des plus beaux, si ce n’est le plus beau titre de cette génération ». Avis partagé par Maxime Chao de JeuxActu : « l’ensemble des graphismes jouit d’une finesse assez rare, grâce notamment à des environnements qui brillent par leur richesse, donnant l’impression de déambuler dans un univers parfaitement crédible et authentique ». Il ajoute à cela que « au-delà de voir des modèles 3D qui dégagent une forme d’humanité sidérante, c’est le degré de détail que les développeurs sont parvenus à intégrer dans le jeu qui fascine », ce à quoi il ajoute : « un tel niveau de réalisme, c’est du jamais vu ». Enfin, pour Thomas Pillon de Gameblog, le jeu est « beau à crever ».

#### Aspect scénaristique
Le scénario et la narration ont reçu un accueil plus mitigé. Selon Logan de chez Jeuxvideo.com, bien qu'il trouve que « posant une toile de fond plus ample, ce second épisode ne cessera d'alimenter nos réflexions en créant des jeux de miroirs entre les vies d'Ellie et d'Abby. Si Druckmann et Gross n'arrivent pas toujours à offrir une véritable légitimité à certains personnages secondaires en les creusant suffisamment, ils parviennent une fois de plus à humaniser nos ennemis en ne les présentant nullement comme de vulgaires cibles à abattre », le journaliste note que « la narration s'étire quelque peu en longueur dans son dernier tiers » et que « l'effet de surprise n'est plus vraiment là », tout en regrettant « quelques rebondissements et séquences un peu forcés ». À l'inverse cependant, Maxime Chao de JeuxActu apprécie « un récit qui prend aux tripes » et qualifie le jeu d'« ascenseur émotionnel ». Thomas Pillon, journaliste sur Gameblog, note « un récit poignant qui explore intelligemment de nombreuses thématiques », ainsi que « des surprises, des surprises, et encore des surprises ».

#### Aspect ludique
Le gameplay et le level-design du jeu ont été globalement bien reçus par la critique. Logan trouve qu'il est « difficile également de ne pas encenser le travail sur le level-design », et ajoute « tout efficace qu'est le gameplay, on reprochera toutefois quelques affrontements parfois confus » , mais regrette « des phases sous-marines sous-exploitées ». Maxime Chao apprécie « un gameplay qui s’est vraiment enrichi », notant que « le close-combat : jouissif comme jaja ! » et « des zones de jeu plus ouvertes, qui invitent à l’exploration » ainsi que « une intelligence artificielle réactive et humanisée », et conclut en précisant que « chaque niveau est un bijou de level-design ». Enfin, Thomas Pillon apprécie « des zones plus ouvertes pour profiter des nouvelles approches en combat » et salue la « durée de vie béton malgré un rythme soutenu », tout en regrettant « quelques routines d'IA encore perfectibles ».

#### Aspect audio
Le jeu a surpris pour son aspect audio, autant sur la musique que sur le design sonore. Thomas Pillon note « une gestion très singulière de la musique ». Maxime Chao souligne un « gros travail sur le sound design » et « la bande-originale qui tape juste ». Quant à Logan, il apprécie « les compositions de Gustavo Santaolalla, discrètes et servant de pouls aux scènes d'action » tout en soulignant « une VF et un sound design de grande qualité ».

### Ventes
Quelques jours seulement après sa sortie, The Last of Us part II établit déjà un record de vente. Avec quatre millions de ventes en trois jours, son lancement constitue le meilleur démarrage pour une exclusivité PS4, dépassant les record établis par Marvel's Spider-Man avec 3,3 millions de ventes et God of War avec 3,1 millions de ventes sur la même période.
Il reste le jeu le plus vendu en France pendant trois semaines consécutives avant de chuter à la troisième place pour finalement sortir des cinq premiers. Avec quelques relances des ventes les semaines suivantes, il aura été aperçu au total à cinq reprises dans le classement des cinq jeux les plus vendus de la semaine.
Il s'agit du dixième jeu le plus vendu en 2020 sur Amazon. En France, il s'est vendu à 434 486 exemplaires en 2020, se plaçant en huitième position du classement. En Allemagne, le jeu s'est vendu à plus de 200 000 exemplaires en juin 2020, et 500 000 en décembre 2020. Au Royaume-Uni, le jeu en première position des ventes le mois de sa sortie et connaît un lancement record pour les versions physiques ; il s'y est vendu à 543 218 exemplaires et se place ainsi en huitième position des ventes de l'année 2020. Au Japon, durant sa première semaine de vente, le jeu s'est vendu à 178 696 exemplaires, devenant ainsi le jeu Sony vendu le plus rapidement sur les terres nippones, dépassant le record établi par Bloodborne avec 150 245 ventes la semaine de sa sortie,. En Australie, il se positionne en huitième position du classement des jeux les plus vendus de l'année 2020 et en troisième position des ventes physiques. C'est aussi le sixième jeu le plus vendu de l'année 2020 aux États-Unis.
En juin 2022, Neil Druckmann annonce que le jeu a dépassé les 10 millions d'exemplaires vendus.

### Distinctions
The Last of Us part II fait partie des grands favoris aux différentes cérémonies de remises de récompenses annuelles. En avril 2021, il a obtenu plus de 300 distinctions « jeu de l'année ». Il est ainsi le jeu vidéo le plus récompensé de l'Histoire.
Lors des Golden Joystick Awards 2020, il réalise un sans-faute en remportant chacun des six prix pour lesquels il était nommé, dont l'ultime récompense : celle du meilleur jeu de l'année. Il devient ainsi le titre le plus récompensé de l'histoire de la cérémonie.
Présent dans neuf catégories, dont deux fois dans la catégorie Meilleure performance, il est le jeu possédant le plus de nominations à la prestigieuse cérémonie des Game Awards 2020, rejoignant ainsi Death Stranding au rang de l'œuvre la plus nommée de l'histoire de la compétition. C'est donc déjà codétenteur du record de nomination que le jeu devient par la suite le titre ayant obtenu le plus de récompenses tous Game Awards confondus avec sept prix remportés, dont Meilleur jeu.
À l'annonce des nominations aux NAVGTR Awards le 11 janvier 2021, The Last of Us part II devient, avec 24 nominations, le jeu le plus nommé de l'histoire de la compétition. Il remporte finalement huit récompenses, cédant le prix du jeu de l'année à Ghost of Tsushima.
Le 3 mars 2021, il devient le jeu le plus nommé de l'histoire des BAFTA Games Awards grâce à ses 13 nominations.

## Postérité

### Mises à jour
Le 19 juin 2020, jour de la sortie du jeu, un patch ajoute un mode photo et une galerie de modèles 3D.
Le 13 août 2020 sort une mise à jour ajoutant un nouveau mode de difficulté, le mode réaliste, ainsi qu'un mode mort permanente. Sont également ajoutés des modificateurs de jeu, permettant de personnaliser davantage l'expérience au niveau graphique, audio et ludique.
Le 19 mai 2021 sort la mise à jour next-gen, permettant de jouer au jeu en 60 images par seconde sur PlayStation 5.

### Contenu additionnel, multijoueur et suite
Neil Druckmann, le réalisateur du jeu, a confirmé qu'aucun contenu téléchargeable n'était prévu. Un mode multijoueur était initialement prévu pour le jeu, mais le projet est finalement devenu un jeu à part entière doté de sa propre histoire et de ses propres personnages dans une partie des États-Unis jusqu'alors non explorée dans la franchise, avant d'être annulé en décembre 2023.
En revanche, il ne « ferme pas la porte à une troisième partie », d'après une interview réalisée par GQ Magazine. Une seconde interview, accordée cette fois-ci à Indiewire, semble également confirmer la possibilité d'une potentielle suite, sans toutefois qu'une annonce officielle n'ait été faite. Dans un podcast réalisé par Script Apart, Neil Druckman confirme que lui et sa coscénariste Halley Gross avaient déjà « écrit les grandes lignes d'une histoire ». Cependant, il fait comprendre qu'avec deux jeux dans la licence désormais, un schéma narratif avait été créé et que le troisième jeu devra s'y tenir. Par la suite, dans Grounded II: Making The Last of Us Part II, un documentaire retraçant le développement du jeu, Neil Druckmann précise que cette histoire concernait le personnage de Tommy, mais qu'elle a été mise de côté. Il espère toutefois qu'elle verra le jour, que ce soit sous la forme d'une série ou d'un jeu. Toujours dans Grounded II: Making The Last of Us Part II, Neil Druckmann confirme qu'un troisième jeu est en phase de conception, sans pour autant dévoiler son titre.

### Version remasterisée et sortie sur PC
En novembre 2023, le studio annonce une version remasterisée pour le 19 janvier 2024 sur PlayStation 5. Cette version apporte deux nouveaux modes de jeu, à savoir No Return qui est un mode de survie style roguelike, ainsi que le mode Lost Levels, ajoutant trois niveaux de jeu qui n'ont pas été retenus pour la version finale. De plus, le mode speedrun, déjà ajouté dans The Last of Us Part I, fait son retour. A l'occasion des Game Awards 2024, Naughty Dog annonce l'arrivée du jeu sur Windows pour le 3 avril 2025.

### Adaptation télévisée
À la suite du succès de l'adaptation télévisée du premier jeu diffusée en 2023 sur la chaîne HBO, une adaptation du second volet servant de suite à la série est annoncée. La production envisage de faire deux saisons au lieu d'une seule. La deuxième saison est diffusée en avril 2025,.